# Wereldkampioenschap wegrace 1979
Het wereldkampioenschap wegrace seizoen 1979 was het 31e in de geschiedenis van het door de FIM georganiseerde wereldkampioenschap wegrace.

## Algemeen
FIM

### Zijspannen
- In 1979 reden de zijspannen in twee klassen: B2A, de meer conventionele zijspannen en B2B, de op de Beo geïnspireerde combinaties met moderne techniek. Doordat er twee klassen waren, moesten organisatoren kiezen welke ze in het programma lieten opnemen. Meestal koos men voor de B2A in het Grand Prix-weekend, om vervolgens de B2B te combineren met een Formule 750-race.

### Opstand van coureurs
- In 1979 kwam het tot een uitbarsting toen coureurs weigerden op het veel te laat aangelegde en daardoor gladde asfalt van het nieuwe circuit van Spa-Francorchamps te rijden. De FIM legde schorsingen op, veranderde die in boetes en kreeg vervolgens van de coureurs de bal teruggekaatst: Ze stelden een groot aantal eisen voor het seizoen 1980 op. Enkele weken later presenteerden veertig beroepscoureurs onder aanvoering van Kenny Roberts een nieuwe organisatie én een nieuwe raceserie: de "World Series of Motorcycle Racing". De deelnemers zouden vanaf 1980 aan geen enkele door de FIM georganiseerde race deelnemen maar alleen starten in acht races met twee klassen: Formule 1 (500 cc) en Formule 2 (250 cc). Het prijzengeld werd door de coureurs vastgesteld. Het idee leefde niet lang: binnen enkele weken maakte Yamaha bekend zich achter de FIM te scharen en zo nodig Freddie Spencer als vervanger voor Roberts aan te trekken en Roberts zelf begon te twijfelen nadat Giacomo Agostini met hem praatte. Tijdens een persconferentie door Barry Sheene, Kenny Roberts en manager Barry Coleman werden harde woorden gesproken. Roberts zou nooit meer in FIM-Grands Prix rijden en alle coureurs die in Silverstone getekend hadden voor de World Series voor het gerecht slepen als ze toch in FIM-wedstrijden zouden starten. Die coureurs waren op hun beurt weer gebonden aan fabriekscontracten en konden door de merken gedwongen worden voor de FIM te rijden. Begin 1980 was al duidelijk dat de World Series alleen onder de paraplu van de FIM-doorgang konden vinden en daar gaf de FIM uiteraard geen toestemming voor. In een vergadering werd Wil Hartog voor lafaard uitgemaakt omdat hij niet zomaar voor de World Series wilde tekenen, maar uiteindelijk moest Kenny Roberts, die de aanstichter van alle ophef was, zelf het hoofd buigen. Hij kwam in 1980 zelfs aan de start op de Nürburgring, een van de circuits die door de coureurs in de ban gedaan waren.

Merken/Teams
- Er was weinig te feesten bij het team van Minarelli toen Ángel Nieto in Zweden 125cc-wereldkampioen werd. Hij kreeg de wereldtitel omdat Maurizio Massimiani uitviel. Massimiani had nog slechts een theoretische kans op de titel en had deze race (en alle volgende) moeten winnen. Nieto lag in een Portugees ziekenhuis met breuken in zijn bekken, een been en een teen en constructeur/manager Jörg Möller lag net als zijn vrouw en eerste monteur Daniële Battaglia in het ziekenhuis van Bologna met een ernstige voedselvergiftiging nadat ze allemaal bedorven vis hadden gegeten. Zij moesten 40 dagen in quarantaine doorbrengen.
- Honda toonde in juni de eerste foto's van de Honda NR 500 viertaktracer. Als rijders waren Takazumi Katayama en Mick Grant aangetrokken. Het debuut in Silverstone werd een debacle en in de Grand Prix van Frankrijk wisten geen van beide Honda's zich te kwalificeren.
- Kork Ballington begon het seizoen met de Kawasaki KR 350 van 1978 en dat was een juist besluit, want Christian Estrosi en Gregg Hansford waren met de nieuwe machines in Venezuela veel te traag. Ze konden zelfs de productieracers van Yamaha nauwelijks bijhouden.
- Halverwege het seizoen rommelde het binnen het team van MBA. Maurizio Massimiani was fabrieksrijder, maar was niet blij toen hij de fabriekssteun moest gaan delen met Paolo Pileri en Gianpaolo Marchetti.
- Morbidelli bracht in 1979 ook 350- en 500cc-machines aan de start, bereden door Graziano Rossi.

Coureurs
- Mike Baldwin begon het seizoen goed, o.a. met een derde plaats in de GP van Spanje, maar viel in juni tijdens een 750cc-race op de New Hampshire Motor Speedway. Hij had een gecompliceerde bovenbeenbreuk en kon het raceseizoen niet voortzetten.
- Steve Baker, die mogelijk als vervanger voor de geblesseerde Johnny Cecotto voor het fabrieksteam van Yamaha in aanmerking kwam, raakte gewond bij een 750cc-race in Brands Hatch. Hij brak een arm en een been.
- Johnny Cecotto brak eind april in Oostenrijk een knieschijf en moest een deel van het seizoen als toeschouwer meemaken. Hij was weer terug bij de Joegoslavische GP in juni. Daar viel hij opnieuw en pas in Nederland werd vastgesteld dat hij een bovenbeenbreuk had.
- Jon Ekerold brak zijn linker sleutelbeen in Imola, maar startte wel in de wegraces in Raalte. Bij het aanremmen van een bocht werd de druk op het herstellende bot te groot en het brak opnieuw. Ekerold viel daardoor en brak ook zijn rechter sleutelbeen.
- Thierry Espié raakte tijdens de TT van Assen zodanig gewond dat zijn seizoen erop zat. Het zou hem uiteindelijk zijn positie bij Motobécane kosten, want nadat Espié twee jaar lang vruchteloze pogingen had gedaan won zijn vervanger Guy Bertin twee 125cc-Grands Prix met de machine.
- Virginio Ferrari raakte begin juni gewond tijdens de Formule 750-races in Nogaro. Hij brak beide polsen.
- Jan Huberts wilde graag in de Duitse Grand Prix starten, maar de Centrale Sportcommissie van de KNMV had zijn A-licentie ingetrokken wegens slechte resultaten in het vorige seizoen en in de eerste GP's van 1979.
- 125cc-rijder Benga Johansson viel in Zweden in voor de gestopte bakkenist James Neil in het zijspan van Jock Taylor. Met succes, ze wonnen de race. Johansson en Taylor bleven samenwerken tot aan de dood van Taylor in 1982.
- Takazumi Katayama en Mick Grant misten een groot deel van het seizoen omdat ze de Honda NR 500 testten. Die machine debuteerde in de Britse Grand Prix.
- Eugenio Lazzarini werd de enige fabriekscoureur voor Van Veen in de 50cc-klasse. In de 125cc-klasse kreeg hij de oude fabrieks-Morbidelli van Pier Paolo Bianchi.
- Randy Mamola begon het seizoen bij het Bimota-Adriatica-team, maar toen er binnen dat team onenigheid ontstond vertrok hij. Men had binnen het team een Yamaha TZ 250 die snel genoeg was, en Mamola was niet van plan om met de experimentele Adriatica 250 te racen. Eric Saul werd zijn vervanger bij Adriatica.
- Ángel Nieto raakte in juli geblesseerd tijdens de Grand Prix van Portugal, een internationale wegrace zonder WK-status. Het leek erop dat hij de rest van het seizoen zou missen, maar in augustus startte hij weer in de Britse Grand Prix. Hij was echter in het ziekenhuis wereldkampioen geworden, want Maurizio Massimiani viel uit in de GP van Zweden.
- Kenny Roberts miste de start van het seizoen, na een val in Japan waar hij de nieuwe Yamaha YZR 500 testte.
- Christian Sarron reed in Venezuela nog met een 354cc-Yamaha TZ 350, maar ging daarna naar Japan om een Yamaha YZR 500 te testen en op te halen.
- Barry Sheene viel in de eerste helft van het seizoen vaak uit. Hij maakte een sterke tweede helft mee en weet dat aan het feit dat hij zijn eigen monteurs weer aan zijn Suzuki had laten werken.
- Zijspancoureur Jock Taylor kocht een Seymaz-combinatie voor de B2B-klasse, maar kon niet wennen aan de naafbesturing. Nadat zijn bakkenist Jimmy Neil bij een ongeluk een pols brak reed hij in Oulton Park met vervanger Dave Powell. Die verongelukte tijdens die race. Daarop gebruikte Jock Taylor zijn oude Windle-combinatie in de B2A-klasse. Met een nieuwe vervanger, de 125cc-coureur Benga Johansson, won hij vervolgens de Zweedse Grand Prix.
- Walter Villa kreeg van Andres Ippolito een plaats in het "Venemotos 2" Yamaha-team. Ippolito, die zelf tot zijn 46e had geracet, wilde bewijzen dat een goede coureur op hogere leeftijd (Villa was 36) nog kon presteren. Dat deed Walter ook: Hij won meteen de Venezolaanse Grand Prix.

Races
- De race in Venezuela werd weer in de verzengende hitte gereden. De monteur van Wil Hartog mat 42 °C in de schaduw en zijn thermometer kon de temperatuur in de zon niet meten: Hij ging maar tot 50 °C. In elk geval smolten de kunststof tandwieltjes in de toerenteller van de Kawasaki's. De organisatie was weer even belachelijk als in de eerdere jaren; de coureurs moesten zich tussen vliegveld en circuit langs een groot aantal corrupte ambtenaren (o.a. van douane en politie) worstelen om überhaupt aan de start te kunnen komen. Tom Herron moest in de reserve-overall van Jon Ekerold starten omdat zijn eigen overall na de eerste training gestolen werd. Patrick Fernandez vroeg de organisatie om de luidspreker naast zijn pitbox uit te schakelen omdat hij door de harde muziek nauwelijks kon sleutelen. Toen dat niet werd gehonoreerd trok hij zelf de stekker uit de luidspreker. Daarop gaf Andres Ippolito, directeur van Venemotos (Yamaha importeur van Venezuela) en medeorganisator van de Grand Prix, een vijftal politieagenten opdracht hem uit zijn pitbox te sleuren. Via een portofoon gaf hij opdrachten aan de agenten, die eerst vier "onschuldigen" uit de pitbox haalden. Toen ze Fernandez eindelijk in het zonlicht hadden getrokken kreeg hij in opdracht van Ippolito een pak slaag.
- Op maandag en dinsdag voor de Oostenrijkse Grand Prix kon er al getraind worden, en de coureurs die dat gedaan hadden waren in het voordeel omdat de officiële trainingen in slecht weer werden verreden. Zaterdag sneeuwde het zelfs en het leek erop dat de hele Grand Prix niet door kon gaan. Op zondag was het droog en konden veel rijders hun (natte) carburatie-afstellingen niet gebruiken.
- De Grand Prix des Nations werd in tegenstelling tot de 200 mijl van Imola georganiseerd door de duidelijk minder ervaren motorclubs van Pesaro en Riccione. Dat resulteerde in moeilijkheden met inschrijvingen, terwijl monteurs en persmensen problemen hadden met het verkrijgen van pasjes. Hoewel het weer tijdens de trainingen goed was, ontstonden er veel valpartijen, waardoor belangrijke rijders al voor de races uitgeschakeld werden. Ricardo Tormo brak een vinger, Vic Soussan brak een sleutelbeen en had leverklachten, Eric Saul brak een arm en Hubert Rigal brak een hand. Er was ook een sterfgeval te betreuren: de broer en tevens monteur van Carlos Morante kwam om door zuurstofgebrek in de cabine van zijn vrachtauto.
- Door blessures konden Jon Ekerold, Ricardo Tormo en Christian Sarron niet starten in Spanje. In de training kwam Tom Herron daar nog bij; hij brak een duim tijdens de training.
- De trainingen in Joegoslavië werden gehinderd door regen. Dat was vooral een probleem voor de Suzuki-coureurs, die volop aan het experimenteren sloegen met frames, voor- en achtervorken. Het gevolg was dat Wil Hartog zijn verlaagde motorfiets niet kon testen en in de race problemen kreeg door te weinig grondspeling. Bovendien reed de 500cc-klasse hier voor het eerst. Een aantal coureurs ging geblesseerd van start: Jon Ekerold met twee gebroken sleutelbeenderen, Ricardo Tormo met een gebroken vinger, Carlos Lavado was nog herstellende van een beenbreuk en Christian Sarron was nog niet fit na een val in de Formule 750 race op Brands Hatch. Zoals ook in eerdere jaren moesten personen met een Zuid-Afrikaans of Rhodesisch paspoort een visum voor Joegoslavië aanvragen vanwege de apartheidspolitiek. Jon Ekerold had ook nog een Noors paspoort en Kork Ballington een Brits, maar Kork Ballington's vrouw Bronwyn, Alan North, Trevor Tilbury en Nobby Clark (beide monteurs van Kenny Roberts) kregen geen visum.
- Het circuit van Spa-Francorchamps was helemaal vernieuwd, van 14 naar 7 kilometer ingekort en opnieuw geasfalteerd, maar de "feestelijke" opening tijdens de Belgische Grand Prix werd een aanfluiting. De FIM had vijf weken voor de Grand Prix het circuit goedgekeurd, maar toen Kenny Roberts vier weken voor de GP een promotiebezoek bracht had het wegdek nog geen toplaag en waren er nog geen vangrails geplaatst. Al tijdens de vrijdagochtendtraining ontdekten de coureurs dat het circuit spiegelglad was en sommigen probeerden het zelfs met regenbanden terwijl er geen druppel gevallen was. De zijspanrijders hadden minder problemen met het wegdek, maar tekenend was dat ze in de training zelfs sneller waren dan de 500cc-rijders. Spoedoverleg leidde ertoe dat de aanwezige Minister van Openbare Werken Guy Mathot een groot aantal mensen van de Civiele bescherming mobiliseerde die tot diep in de nacht met brandweer-, borstel- en veegwagens het wegdek te lijf gingen. Het hielp niet en hoewel Kenny Roberts, Kork Ballington en Barry Sheene zaterdag nog een vergadering belegden, reden de eerste coureurs toen al met hun caravans weg. 's Avonds gaven de coureurs een persconferentie waarin ze meedeelden dat ze niets tegen de organisatie of de FIM hadden, maar dat het circuit niet veilig genoeg was doordat er te veel olie in het asfalt verwerkt was. In de nacht van zaterdag op zondag ontstonden rellen onder het publiek, dat betaald had maar inmiddels al coureurs naar huis had zien gaan. Jack Middelburg en Boet van Dulmen wilden nog wel rijden, maar stonden voor onoverkomelijke problemen: ze werden bedreigd door fans van Wil Hartog en moesten de vlucht nemen. De coureurs die wel aan de start kwamen bewezen volgens de FIM dat er wel gereden kon worden, maar de machines werden duidelijk minder plat gelegd dan normaal. De FIM schorste in eerste instantie Kenny Roberts en Virginio Ferrari als de grootste "oproerkraaiers" en de Belgische Motorrijdersbond schorste een viertal coureurs, maar het Committee voor Veiligheid, Sportcoördinatie en Wedstrijden van de FIM zette de schorsing om in een boete en de BMB volgde dat voorbeeld.
- Een aantal Nederlandse coureurs was niet blij met de KNMV, die geen afgevaardigde naar Zweden had gestuurd en bovendien had verzuimd hen aan te melden voor de races. Zodoende kon er geen enkele Nederlander in de 250cc-klasse starten, Peter Looijesteijn kwam voor niets uit Portugal en Jan Huberts en Jack Middelburg konden de organisatie overtuigen hen toch te laten starten. Men was te spreken over de organisatie in Zweden: persmensen konden ongestoord werken, de organisatie luisterde naar de wensen van de coureurs. De vrije training op zaterdag werd een tijdtraining, zodat coureurs die een defecte motorfiets hadden gehad zich nog konden kwalificeren. De coureurs hadden wel nog een lijst met verbeteringen voor het circuit, maar ook die werd welwillend in ontvangst genomen. De 250cc-race werd al op zaterdag gereden, wat erg vreemd was voor een GP met slechts vier raceklassen op het programma. Voor de coureurs maakte het niet veel verschil, maar het publiek dat ook belangstelling had voor de 250cc-race moest twee dagen naar het circuit komen. Het resultaat was dat de hele Grand Prix slechts weinig toeschouwers trok.
- Het stratencircuit in Imatra was helemaal veranderd: het was flink ingekort waardoor de springbult verdwenen was en de hobbelige parallelweg was voorzien van een chicane om de snelheden te drukken. De start lag dichter bij het rennerskwartier en was verbreed. Er was financiële steun van de Finse regering gekomen om via een vijfjarenplan het circuit verder te verbeteren, maar de financiële zorgen waren daarmee niet voorbij, want de regering had alle vormen van tabaksreclame verboden en daardoor verloor de Finse Grand Prix haar hoofdsponsor Marlboro. In tegenstelling tot de Zweedse GP werden de vier klassen in Finland op één dag verreden. Prettiger voor het publiek, maar toen de eerste klasse (350 cc) moest worden uitgesteld door de stortbuien schoof het hele programma op en de laatste klasse (500 cc) startte pas na 18.00 uur.
- Terwijl sommige organisatoren er niet in slaagden vier klassen op één dag te laten rijden (in Zweden startten slechts vier klassen, maar de 250cc-race werd op zaterdag gereden), wisten de Britten een enorm programma van zeven races (zijspannen B2A, 350-, 125-, 250- en 500 cc, zijspannen B2B én een Formule 1-race) in iets meer dan een middag te proppen. Dit tot vreugde van het publiek, dat daardoor geen wedstrijden hoefde te missen. Tijdens de Britse Grand Prix presenteerden veertig beroepscoureurs een nieuwe organisatie én een nieuwe raceserie: de "World Series of Motorcycle Racing". De deelnemers zouden vanaf 1980 aan geen enkele door de FIM georganiseerde race deelnemen maar alleen starten in acht races met twee klassen: Formule 1 (500 cc) en Formule 2 (250 cc). Het prijzengeld werd door de coureurs vastgesteld. De Grand Prix stond praktisch in het teken van het debuut van de nieuwe Honda NR 500 met viertaktmotor. Het hele seizoen was er gespeculeerd over de motor en Soichiro Honda zat persoonlijk op de tribune om het debuut mee te maken. Testrijder Takazumi Katayama had al gemeld dat het echte debuut van de nieuwe Honda racer in 1980 zou zijn, maar dat men bij wijze van test in augustus 1979 aan de Britse Grand Prix zou deelnemen. De letters "NR" stonden volgens de fabriek voor "New Racing". Al tijdens de trainingen waren er veel tegenslagen, zowel voor Katayama als voor zijn teamgenoot Mick Grant. Katayama kwalificeerde zich uiteindelijk als 38e, terwijl Grant zich niet eens wist te kwalificeren. Hij mocht starten omdat enkele rijders niet verschenen. De machines lekten olie en stuurden slecht en de acceleratie was ver beneden peil. De machines wilden niet aanslaan bij de duwstart en Grant viel al in de eerste bocht over zijn eigen olie. In de tweede ronde viel ook Suzuki-rijder Steve Parrish over dat oliespoor. Na de eerste ronde reed ook Katyama de pit in omdat het vermogen van zijn machine zeer teleurstellend was.
- Net als in 1978 kende de Grand Prix van Tsjecho-Slowakije geen 500cc-race, maar desondanks trokken de races volgens de organisatie een recordaantal van 280.000 toeschouwers. Daarbij waren veel bezoekers uit de DDR, die zelf al jarenlang geen eigen WK-race meer hadden. Het circuit kreeg veel kritiek van de rijders, nu het asfalt door slijtage steeds gladder begon te worden en overal langs de huizen manshoge stapels strobalen voor veiligheid moesten zorgen. De stapels strobalen lagen zo dicht tegen de weg dat Per-Edvard Carlsson er in de 125cc-race een raakte, onderuitging en Stefan Dörflinger in zijn val meenam, terwijl het stro nu op de baan lag. Het wachten was op een nieuw, permanent circuit waarvoor de plannen al klaar waren, maar dat pas in 1981 werd verwacht.[1]

## Overleden
- Tom Herron gebruikte de pauze tussen de GP van Spanje en de GP van Joegoslavië om deel te nemen aan zijn geliefde North West 200, maar tijdens de race raakte hij een telegraafpaal en hij overleed drie dagen later op 26 mei in het ziekenhuis van Coleraine.
- Hermann Schmid was oud-zijspancoureur maar nu constructeur van de Schmid-zijspancombinaties. Na de Grand Prix van Oostenrijk verdween hij spoorloos in overspannen toestand. Eind juli werd zijn stoffelijk overschot in de Rhône gevonden. Aangenomen werd dat hij zelfmoord had gepleegd. Hij was 36 jaar en liet een vrouw en een kind achter.

## Gestopt
- Mario Lega maakte ruzie met zijn grootste sponsor, maar andere geldschieters waren niet te vinden. Daarom besloot hij in januari weer aan de slag te gaan als telefoonmonteur.
- Bennie Wilbers besloot na de Grand Prix van Venezuela zijn carrière als coureur te beëindigen omdat hij samen met een vriend een motorzaak in Duitsland had geopend.
- Halverwege het seizoen maakte Chas Mortimer al bekend te gaan stoppen. Hij moest van sponsor Sarome in Assen, België en Frankrijk starten, maar ging daarna alleen nog beter betalende internationale wedstrijden rijden en na het seizoen richtte hij zich op de handel in motorkleding en zijn raceschool.
- Aan het einde van het seizoen maakte Juup Bosman bekend te stoppen met wegraces.
- Zijspancoureur Dick Greasley stopte na 1979 niet definitief met racen, maar nam wel afscheid van het wereldkampioenschap. Hij reed tot in 1987 alleen nog in het Verenigd Koninkrijk.

## Puntentelling
|         | 1e | 2e | 3e | 4e | 5e | 6e | 7e | 8e | 9e | 10e |
| Punten: | 15 | 12 | 10 | 8  | 6  | 5  | 4  | 3  | 2  | 1   |

## Aantal wedstrijden
Vanaf 1977 telden alle resultaten mee.
| Klasse      | Races |
| ----------- | ----- |
| 50 cc       | 7     |
| 125 cc      | 13    |
| 250 cc      | 12    |
| 350 cc      | 11    |
| 500 cc      | 12    |
| zijspan B2A | 7     |
| zijspan B2B | 6     |

## 500cc-klasse
Doordat Barry Sheene in het begin van het seizoen veel technische problemen kreeg kon Kenny Roberts een voorsprong in het wereldkampioenschap opbouwen. In de tweede helft kreeg Roberts juist problemen, vooral met zijn achterschokdemper. Daardoor konden Sheene en Virginio Ferrari een inhaalslag maken en bleef de spanning in het wereldkampioenschap bestaan tot in de laatste race in Frankrijk.
Venezuela, San Carlos
Kenny Roberts kon door een testongeval in Japan niet starten in Venezuela en daarom was Johnny Cecotto de enige Yamaha-fabriekscoureur. Wil Hartog stond bekend om zijn snelle starts en dat bleek ook in Venezuela. Hij startte vanaf de eerste rij en na de eerste ronde leidde hij de race. Hartog was veruit de snelste en liep weg van de rest van het veld. Barry Sheene was niet goed gestart en begon in te lopen op Hartog, maar toen hij na tien ronden tot vier seconden genaderd was gaf Hartog gewoon wat meer gas. In de twaalfde ronde blokkeerde hij echter zijn voorwiel zodat zijn race voorbij was. Sheene nam nu de leiding en won vóór Virginio Ferrari en Tom Herron. Johnny Cecotto was na een val in de training niet helemaal fit en reed op de vijfde plaats tot hij door een lekkende versnellingsbak uitviel.
Oostenrijk, Salzburgring
Kenny Roberts (rugblessure) en Wil Hartog (armbreuk) waren net op tijd fit voor de Oostenrijkse Grand Prix. Christian Sarron was echter nog niet genezen van zijn val in de Formule 750 race op Brands Hatch. Twee belangrijke concurrenten werden al voor de start uitgeschakeld: Barry Sheene merkte dat een remschijf verkeerd gemonteerd was waardoor hij vrijwel zonder voorrem moest rijden, terwijl Boet van Dulmen (derde trainingstijd) al bij de start met een gebroken inlaatschijf en zuiger achterbleef. Wil Hartog, altijd een snelle starter, reed even aan de leiding, maar werd gepasseerd door Roberts en Virginio Ferrari. Achter hem vochten Hiroyuki Kawasaki en Tom Herron, zodat Hartog vrij eenvoudig naar de derde plaats kon rijden. In het gevecht om de zesde plaats tussen Cecotto en Giovanni Rolando raakte Cecotto naast de baan en toen hij weer op het asfalt kwam gleed hij meteen weg door de modder op zijn achterband. Rolando probeerde hem te ontwijken maar viel toen hij over Cecotto's achterwiel reed. De situatie werd door modder en ambulances op het circuit af en toe gevaarlijk, vooral toen baancommissarissen probeerde de kluiten modder van de baan te halen. Later zou blijken dat Cecotto een gebroken knieschijf en afgescheurde kniebanden had opgelopen.
Duitsland, Hockenheim
In Duitsland trainde Barry Sheene als snelste, maar drie Nederlanders (Wil Hartog, Boet van Dulmen en Jack Middelburg) stonden bij de eerste tien. Hartog ging er vanaf de start meteen vandoor en bouwde binnen een paar ronden een voorsprong van negen seconden op. Boet van Dulmen zat nog in de achtervolgende groep, samen met Sheene, Roberts en Ferrari, maar viel uit door een uitgelopen big-end lager. Sheene viel uit door een kapot krukastandwiel. Doordat Hartog gehinderd werd door achterblijvers wist Roberts nog even dichtbij te komen, maar nadat Hartog daarvoor gewaarschuwd werd vanuit de pit nam hij weer afstand. Boet van Dulmen reisde naar huis om zijn pasgeboren dochter Annemiek te aanschouwen.
Nations GP, Imola
Al voor de start waren er vanwege de warmte bandenproblemen in Imola. Terwijl Kenny Roberts met zijn Goodyear slicks geen problemen leek te kennen, stapte Barry Sheene voor het eerst sinds jaren over van Michelin naar Dunlop. Wil Hartog maakte in de 500cc-klasse weer een van zijn befaamde bliksemstarts en leidde in het begin van de race een groep met Marco Lucchinelli, Virginio Ferrari, Boet van Dulmen, Mike Baldwin, Jack Middelburg en Kenny Roberts, die slecht gestart was maar al voor de Tosa-bocht negen man uitremde. In de derde ronde had Roberts de leiding al van Hartog overgenomen, maar Hartog bleef tweede, tot hij zichzelf in de elfde ronde met een valpartij uitschakelde. Ferrari, die in de training hard gevallen was, wist de tweede plaats te grijpen voor Tom Herron. Boet van Dulmen viel voor de zesde keer uit door een uitgelopen krukaslager, maar dit keer namen enkele monteurs zijn motorblok mee naar Japan omdat ze vermoedden dat hem een motor met kromme carters geleverd was. Anders was zijn veelvuldige pech niet te verklaren.
Spanje, Jarama
Mike Baldwin reed de snelste trainingstijd in Jarama. Hij had net als Kenny Roberts banden van Goodyear gekregen, terwijl veel concurrenten klaagden over de producten van Michelin en overschakelden op Dunlops. Hartog startte minder snel dan gewoonlijk, maar vanaf de zevende plaats reed hij binnen enkele ronden naar de derde positie, achter Virginio Ferrari en Kenny Roberts. Barry Sheene, die na een slechte start in kansloze positie lag, gaf de strijd op en ging de pit in. Roberts nam de leiding en de enige die de strijd kon aangaan was Wil Hartog, die zelfs de leiding nam. Hij kreeg echter last van zijn armblessure en moest Roberts tegen het einde laten gaan. Mike Baldwin werd derde voor Virginio Ferrari, die veel te slappe vering had gekozen. Boet van Dulmen haalde voor het eerst de finish en werd zesde, Jack Middelburg werd zevende. Kenny Roberts weigerde de overwinningsbeker in ontvangst te nemen uit protest tegen het lage startgeld in Spanje.
Joegoslavië, Rijeka
Johnny Cecotto was weer voldoende hersteld van zijn knieblessure (opgelopen in april in Oostenrijk), maar Yamaha zette ook Christian Sarron en de Japanner Ikujiro Takaï in om Kenny Roberts te ondersteunen. Roberts had die steun echter helemaal niet nodig. Hij reed naar poleposition, reed de snelste ronde en liep al in het begin van de race ver weg van de concurrentie. Hij had Kel Carruthers als chefmonteur en de Goodyear banden die niemand anders had. Bovendien hadden juist de fabrieksrijders van Suzuki problemen die de privérijders niet kenden: de stuureigenschappen van de Suzuki RG 500's van Barry Sheene, Virginio Ferrari en Wil Hartog waren onder de maat en Barry Sheene monteerde zijn blok zelfs in een frame uit 1976. Hij viel echter al vroeg in de race uit doordat een steen, opgeworpen door de band van Marco Lucchinelli, precies op de twee schroeven die nog in zijn knie zaten terechtkwam. Wil Hartog gebruikte ook een oud frame, maar experimenteerde met de voor- en achterwielophanging waardoor hij een tekort aan grondspeling had. Hartog werd toch nog vierde, achter Ferrari en Franco Uncini. Hartog had vanaf de zesde startrij weer zijn gebruikelijke snelle start gehad en had even aan de leiding gereden.
Nederland, Assen
Het Yamaha-fabrieksteam had weinig reden tot zorg toen Johnny Cecotto en Kenny Roberts in de training alle baanrecords meerdere malen braken. In de race zou het anders gaan: Roberts ontdekte al in de opwarmronde dat zijn achterschokdemper stuk was en kon geen rol van betekenis spelen. Hij werd achtste dankzij Christian Sarron, die vanuit de pits opdracht kreeg achter Roberts te blijven. Jack Middelburg had kopstart, gevolgd door Barry Sheene, Wil Hartog en Virginio Ferrari. Hartog nam drie ronden lang de leiding, tot Ferrari hem passeerde. Uiteindelijk kwam ook Sheene hem voorbij. Barry Sheene liep ongeveer vijf seconden achterstand op Ferrari op, maar negeerde het pitbord "Slow down". Hij had geen boodschap aan stalorders en viel Ferrari aan waar hij kon. In de laatste bocht koos hij er wijselijk voor om achter Ferrari te blijven en de tweede plaats te pakken. Sheene was toch al ontevreden over Suzuki, dat de nieuwste frames aan Hartog en Ferrari had gegund, terwijl Sheene zich moest behelpen met een frame uit 1977. Johnny Cecotto stapte halverwege de race af omdat zijn geblesseerde knie opspeelde.
België, Spa-Francorchamps
De 500cc-race werd zonder de stakende toprijders een Australisch onderonsje, dat ruim werd gewonnen door Dennis Ireland voor zijn landgenoot Kenny Blake. De Brit Gary Lingham werd derde en er kwamen slechts tien rijders aan de finish. Het niveau van de race kwam goed naar voren in de persoon van de winnaar: Ireland scoorde in deze race 15 punten van het totaal van 17 punten in zijn hele carrière.
Zweden, Karlskoga
In Zweden ging Philippe Coulon vier ronden lang aan de leiding, ondanks de poleposition van Kenny Roberts. Na vier ronden nam Wil Hartog de leiding en hij liep weg van de rest van het veld. Barry Sheene wist pas in de tiende ronde Kenny Roberts te passeren, waarmee hij de derde plaats pakte. Wil Hartog kreeg problemen met een hangende gasschuif en viel. Coulon was toen al gevallen en Boet van Dulmen en Jack Middelburg drongen door tot de top drie terwijl ze Steve Parrish van zich af schudden. In de 26e ronde ging van Dulmen voorbij Roberts, die weer problemen met zijn achterschokdemper had. Van Dulmen was nu tweede, maar moest die plaats door koppelingsproblemen afstaan aan Middelburg. Die wist Sheene zelfs tot vijf seconden te naderen, terwijl van Dulmen op de streep weer twee seconden achter Middelburg zat.
Finland, Imatra
Boet van Dulmen kreeg in Finland poleposition met een tijd die ruim twee seconden sneller was dan die van de concurrentie. De Finse tijdwaarnemers maakten wel vaker fouten en deze tijd van 1'53"7 werd dan ook betwijfeld, zelfs door van Dulmen zelf. Voor de start werden de coureurs nog even voor een lastige keuze v.w.b. de banden gesteld: de baan was de hele middag nat geweest maar nu scheen de zon. De meeste coureurs kozen voor slicks, maar Marco Lucchinelli koos achter voor een intermediate en Wil Hartog, Steve Parrish en Christian Sarron monteerden voor en achter intermediates. Jack Middelburg nam in de race meteen de leiding, maar bij de eerste doorkomst reed Boet van Dulmen al op kop, voor Hartog, Kenny Roberts, Barry Sheene en Jack Middelburg. Roberts ging in een bocht rechtdoor en kon geen rol meer spelen toen hij ook nog carburatieproblemen kreeg, net als Virginio Ferrari die toeren verloor en met drie ronden achterstand vijftiende werd. Wil Hartog kreeg weer last van hangende gasschuiven en werd slechts tiende. Van Dulmen reed ondertussen resoluut naar de overwinning voor Randy Mamola, die Sheene afschudde toen die bandenproblemen kreeg. Jack Middelburg reed de snelste ronde maar kwam net tekort om de derde plaats van Sheene af te nemen. In de laatste ronde maakte Johnny Cecotto netjes plaats voor Roberts, die daardoor een extra punt voor het wereldkampioenschap kon halen.
Groot-Brittannië, Silverstone
De bezoekers in Silverstone die de 500cc-trainingen hadden gevolgd waren gewaarschuwd, maar anderen zaten vol verwachting het debuut van de Honda NR 500 af te wachten. De Honda's hadden nauwelijks kunnen trainen omdat ze voortdurend met problemen naar de pit moesten. Takazumi Katayama had zich als 39e gekwalificeerd en Mick Grant had zich zelfs helemaal niet gekwalificeerd (hij was vijfde reserve). Doordat een aantal rijders niet konden starten, waaronder Jack Middelburg die in de training zijn motorfiets had afgeschreven en een aantal blessures had opgelopen, kreeg Grant toch een start. Het werd een droevige vertoning: geen van beide Honda's wilde aanslaan en Grant moest zelfs twee keer aanduwen om vervolgens in de eerste ronde te vallen en zijn motorfiets in brand te zien vliegen. Katayama ging ook na enkele ronden de pit in. Ook Kenny Roberts had een probleem bij de start: na de opwarmronde zat zijn achterband vol olie uit de ontluchting van de versnellingsbak. Zijn monteurs wisten het ter plaatse op te lossen en Kenny moest het een paar ronden rustig aan doen tot zijn band weer schoon was. Toch zat hij meteen samen met Barry Sheene en Wil Hartog in de kopgroep. Hartog ging op kop en in de vierde ronde schoof Roberts even door naar de tweede plaats, maar Sheene pakte hem meteen terug. In de negende ronde passeerde Roberts opnieuw en in de elfde ronde ging hij voorbij Hartog. Ook Sheene ging Hartog voorbij en daarna ontstond een mooi duel tussen Roberts en Sheene, die elkaar aan de leiding afwisselden. Hartog was even achteropgeraakt, maar reed het gat weer dicht. Roberts en Sheene gaven nog wat meer gas en uiteindelijk won Roberts met 0,3 seconde voorsprong na een alles-of-niets actie van Sheene, die zelfs door het gras probeerde te passeren.
Frankrijk, Le Mans
Hoewel de Honda NR 500's na de afgang in Silverstone vernieuwd waren, konden Mick Grant en Takazumi Katayama zich niet kwalificeren voor de Franse Grand Prix. Ze moesten na de opwarmronde het veld ruimen, maar weigerden dit aanvankelijk, waardoor de start vertraagd werd. De eerste acht rijders die zich wel gekwalificeerden, hadden tijden binnen één seconde gereden. Virginio Ferrari had nog een theoretische kans op de wereldtitel, maar dan moest hij deze race winnen en mocht Kenny Roberts niet meer dan 1 punt scoren. Na de start ging Boet van Dulmen op kop, gevolgd door Wil Hartog, Barry Sheene, Kenny Roberts, Virginio Ferrari, Franco Uncini en Randy Mamola. Hartog nam al binnen een halve ronde de leiding over, terwijl van Dulmen in de tweede ronde te veel risico nam en viel. Aan de leiding van de race bleven de posities voortdurend wisselen. Sheene reed een aantal ronden op kop, daarna Ferrari, opnieuw Sheene en Hartog. Kenny Roberts was in gevecht met Randy Mamola, maar reed (naar eigen zeggen) in de eerste ronden verkrampt uit angst om te vallen. In de 13e ronde viel Virginio Ferrari toen hij Johnny Cecotto buitenom wilde passeren. Hij raakte ernstig geblesseerd en zijn Suzuki was afgeschreven. Dit was het moment dat Kenny Roberts voor de tweede keer wereldkampioen werd. Sheene en Hartog streden intussen om de leiding, gevolgd door Roberts en Mamola tot de eerste achterblijvers in zicht kwamen. Bij het passeren wist Roberts de kop te nemen, maar drie ronden later nam Sheene die weer over. In de laatste ronde raakten Roberts en Sheene elkaar bij het passeren van een achterblijver, waarvan Sheene profiteerde door te winnen en ook Mamola kon Roberts voorbij om tweede te worden. Wil Hartog viel uit door een kapot krukaslager, maar werd als achttiende geklasseerd.

### Uitslagen 500 cc
|    | Datum     | Race                    | Circuit           | 1e               | 2e               | 3e               | Poleposition    | Snelste ronde    |
| -- | --------- | ----------------------- | ----------------- | ---------------- | ---------------- | ---------------- | --------------- | ---------------- |
| 1  | 18 maart  | GP van Venezuela        | San Carlos        | Barry Sheene     | Virginio Ferrari | Tom Herron       | Barry Sheene    | Barry Sheene     |
| 2  | 29 april  | GP van Oostenrijk       | Salzburgring      | Kenny Roberts    | Virginio Ferrari | Wil Hartog       | Johnny Cecotto  | Kenny Roberts    |
| 3  | 6 mei     | GP van Duitsland        | Hockenheim        | Wil Hartog       | Kenny Roberts    | Virginio Ferrari | Barry Sheene    | Kenny Roberts    |
| 4  | 12-13 mei | GP des Nations          | Imola             | Kenny Roberts    | Virginio Ferrari | Tom Herron       | Barry Sheene    | Kenny Roberts    |
| 5  | 20 mei    | GP van Spanje           | Jarama            | Kenny Roberts    | Wil Hartog       | Mike Baldwin     | Mike Baldwin    | Kenny Roberts    |
| 6  | 17 juni   | GP van Joegoslavië      | Rijeka            | Kenny Roberts    | Virginio Ferrari | Franco Uncini    | Kenny Roberts   | Kenny Roberts    |
| 7  | 23 juni   | TT Assen                | Assen             | Virginio Ferrari | Barry Sheene     | Wil Hartog       | Kenny Roberts   | Virginio Ferrari |
| 8  | 1 juli    | GP van België           | Spa-Francorchamps | Dennis Ireland   | Kenny Blake      | Gary Lingham     | Johnny Cecotto  | Kenny Blake      |
| 9  | 22 juli   | GP van Zweden           | Karlskoga         | Barry Sheene     | Jack Middelburg  | Boet van Dulmen  | Kenny Roberts   | Wil Hartog       |
| 10 | 29 juli   | GP van Finland          | Imatra            | Boet van Dulmen  | Randy Mamola     | Barry Sheene     | Boet van Dulmen | Jack Middelburg  |
| 11 | 12 aug.   | GP van Groot-Brittannië | Silverstone       | Kenny Roberts    | Barry Sheene     | Wil Hartog       | Kenny Roberts   | Barry Sheene     |
| 12 | 2 sept.   | GP van Frankrijk        | Le Mans           | Barry Sheene     | Randy Mamola     | Kenny Roberts    | Kenny Roberts   | Virginio Ferrari |

### Eindstand 500 cc
| Pos. | Coureur           | Motorfiets | Ptn. |
| ---- | ----------------- | ---------- | ---- |
| 1    | Kenny Roberts     | Yamaha     | 113  |
| 2    | Virginio Ferrari  | Suzuki     | 89   |
| 3    | Barry Sheene      | Suzuki     | 87   |
| 4    | Wil Hartog        | Suzuki     | 66   |
| 5    | Franco Uncini     | Suzuki     | 51   |
| 6    | Boet van Dulmen   | Suzuki     | 50   |
| 7    | Jack Middelburg   | Suzuki     | 36   |
| 8    | Randy Mamola      | Suzuki     | 29   |
| 9    | Philippe Coulon   | Suzuki     | 29   |
| 10   | Tom Herron (†)    | Suzuki     | 28   |
| 11   | Christian Sarron  | Yamaha     | 26   |
| 12   | Steve Parrish     | Suzuki     | 19   |
| 13   | Mike Baldwin      | Suzuki     | 17   |
| 14   | Dennis Ireland    | Suzuki     | 16   |
| 15   | Michel Rougerie   | Suzuki     | 16   |
| 16   | Bernard Fau       | Suzuki     | 13   |
| 17   | Kenny Blake       | Yamaha     | 12   |
| 18   | Marco Lucchinelli | Suzuki     | 11   |
| 19   | Gary Lingham      | Suzuki     | 10   |
| 20   | Johnny Cecotto    | Yamaha     | 10   |

| Pos. | Coureur            | Motorfiets | Ptn. |
| ---- | ------------------ | ---------- | ---- |
| 21   | Gustav Reiner      | Suzuki     | 8    |
| 22   | Henk de Vries      | Suzuki     | 6    |
|      | Hiroyuki Kawasaki  | Suzuki     | 6    |
| 24   | Gerhard Vogt       | Suzuki     | 6    |
| 25   | Josef Hage         | Suzuki     | 5    |
|      | Robertino Pietri   | Suzuki     | 5    |
| 27   | Jacky Matagne      | Suzuki     | 4    |
| 28   | Max Wiener         | Suzuki     | 4    |
| 29   | Carlo Perugini     | Suzuki     | 3    |
| 30   | Ikujiro Takaï      | Yamaha     | 3    |
| 31   | Guy Cooremans      | Suzuki     | 2    |
|      | Sergio Pellandini  | Suzuki     | 2    |
|      | Graziano Rossi     | Morbidelli | 2    |
| 34   | James Woodley      | Suzuki     | 2    |
| 35   | Mick Grant         | Suzuki     | 1    |
|      | Dieter Heinen      | Yamaha     | 1    |
|      | John Newbold       | Suzuki     | 1    |
|      | Giovanni Pelletier | Suzuki     | 1    |
|      | Seppo Rossi        | Suzuki     | 1    |
|      | Peter Sjöström     | Suzuki     | 1    |

### Constructeurstitel 500 cc
De constructeurstitel werd aan Yamaha toegekend.

## 350cc-klasse
Gregg Hansford had vooral in het begin van het seizoen een aantal teleurstellende resultaten door problemen met zijn nieuwe Kawasaki KR 350. Hij won wel enkele races, maar moest de wereldtitel overlaten aan zijn teamgenoot Kork Ballington, terwijl de tweede plaats naar Patrick Fernandez ging. Fernandez had het hele seizoen constant gepresteerd zonder wedstrijden te winnen, tot de laatste race, toen de wereldtitel al onbereikbaar was geworden.
Venezuela, San Carlos
Carlos Lavado had in Venezuela geen kind aan de concurrentie in de 350cc-klasse. Hij had met zijn Venemotos-Yamaha al de snelste trainingstijd gerealiseerd en in de race nam hij meteen de leiding. Zijn nieuwe teamgenoot Walter Villa werd tweede met 15 seconden achterstand. Patrick Fernandez nam de derde plaats over van Jon Ekerold, maar werd wel nog even bedreigd toen Kork Ballington (met de Kawasaki KR 350 uit 1978) hem vanaf de tiende plaats bij wist te halen. Ballington kon Fernandez echter niet passeren en werd vierde.
Oostenrijk, Salzburgring
In Oostenrijk kwam Jon Ekerold door een bliksemstart aan de leiding, maar na vier ronden had Kork Ballington hem ingehaald. Ekerold kreeg problemen met de benzinetoevoer van zijn Yamaha en Ballington won de race. Ekerold werd wel nog tweede. De strijd om de derde plaats ging toen nog tussen Carlos Lavado, Michel Frutschi en Toni Mang, maar in de laatste ronde kwam Lavado op een uitloopstroop terecht en daarna in de berm, waardoor hij viel en een been brak. Toni Mang werd aldus derde, Frutschi vierde en Walter Villa, als laatste gestart, werd vijfde. John Ekerold diende een protest in tegen de benzine van Ballington. Hij vermoedde dat die andere dan de voorgeschreven benzine gebruikte, omdat andere Kawasaki-rijders steeds last hadden van detonatie, maar Ballington niet. Het protest moest worden afgewezen omdat een official verzuimd had de Kawasaki in het parc fermé te laten plaatsen.
Duitsland, Hockenheim
Net als in de 250cc-klasse stond Walter Villa in Duitsland ook in de 350cc-race op poleposition. Hij kon echter niet starten, want na de opwarmronde bleek zijn schakelpedaal afgebroken te zijn. Jon Ekerold ging de strijd aan met Toni Mang, wiens Kawasaki KR 350 sneller was. Ekerold moest hem dus elke keer in het bochtige Motodrom passeren en deed dat ook. Zelfs in de passage van de laatste ronde lag Mang op kop, maar Ekerold ging hem in de Sachskurve voorbij en won. Kork Ballington lag derde, maar stopte even wegens een klein vastlopertje. Daarna gaf hij weer veel gas, maar de derde plaats moest hij aan Michel Frutschi laten.
Nations GP, Imola
De 350cc-race in Imola werd bij temperaturen van ca. 30 °C gereden en dat eiste nogal wat van rijders en motoren. 21 Coureurs vielen uit. De eerste was Jon Ekerold, die aanvankelijk aan de leiding reed maar bij een val zijn sleutelbeen brak. Kork Ballington nam de leiding, maar viel ook uit. Inmiddels reed Gregg Hansford kort achter hem en Hansford won de race. Sadao Asami wist in de laatste ronden Patrick Fernandez achter zich te laten. Jon Ekerold bleef ondanks zijn uitvallen leider in de WK-stand.
Spanje, Jarama
In Jarama stond Kork Ballington op poleposition. De 350cc-klasse startte 's ochtend om 9 uur al, toen het nog redelijk koel was. Gregg Hansford bedreigde Ballington's koppositie maar even, toen begon Ballington weg te lopen om de race zonder problemen te winnen. Hansford werd gepasseerd door Michel Frutschi en Christian Estrosi. Walter Villa lag even op de vierde plaats, maar viel uit door een vastloper. Ook Toni Mang en Klaas Hernamdt (koppeling) haalden de finish niet. Door een rekenfout moest Frutschi vijf ronden voor het einde tanken, waardoor hij naar de vierde plaats terugviel, maar dat werd weer een derde plaats toen Estrosi onderuitging. Daardoor kwam Gregg Hansford alsnog als tweede over de streep.
Joegoslavië, Rijeka
Het feit dat Jon Ekerold in Joegoslavië mocht starten met twee gebroken sleutelbeenderen zette vraagtekens bij de medische keuring. Er ontstond een kopgroep van vijf man, waaronder Ekerold, maar al snel wisten de Kawasaki-rijders Gregg Hansford en Kork Ballington zich los te maken. Zij vochten om de leiding tot Hansford door een gebroken drijfstang uitviel. Achter hen vond een flink gevecht plaats tussen Sadao Asami, Jon Ekerold, Christian Estrosi, Patrick Fernandez, Michel Frutschi, Roland Freymond, Richard Hubin, Toni Mang, Pekka Nurmi en Max Wiener. Nurmi en Asami braken los uit deze groep en Nurmi werd net voor Asami tweede. Ekerold werd bijna vierde, maar viel net voor de finish hard waarbij hij gelukkig geen grotere schade aan zijn schouders opliep, maar wel zijn knie blesseerde.
Nederland, Assen
Net als in Italië waren er in de 350cc-race in Assen enorm veel uitvallers. Slechts dertien van de dertig gestarte coureurs haalden de eindstreep. Kork Ballington nam aanvankelijk de leiding, maar nog in de eerste ronde viel hij uit door een vastloper. Gregg Hansford kon nu, ogenschijnlijk op zijn gemak, een grote voorsprong opbouwen en finishte met twintig seconden voorsprong. Achter hem was een heel grote groep ontstaan, waaruit Toni Mang zich enigszins los wist te maken. Hij werd echter achterhaald door Patrick Fernandez, die hem in de negende ronde passeerde. De slecht gestarte Walter Villa wist Mang ook nog de derde plaats af te nemen. Sadao Asami zag met nog drie ronden te gaan een zesde plaats verloren gaan door een lekke band.
Finland, Imatra
De 350cc-race in Finland moest worden uitgesteld omdat er door de hevige slagregens niet gereden kon worden. Walter Villa nam kopstart, gevolgd door Jon Ekerold, die nog lang niet genezen was van alle breuken die hij tijdens het seizoen had opgelopen. Villa miste een bocht waardoor Ekerold zelfs op kop kwam. Gregg Hansford, Kork Ballington en Patrick Fernandez reden naar Ekerold toe en Hansford wist vrij snel een gat te slaan, terwijl Ekerold's Yamaha vastliep. Ballington had veel moeite met de natte baan en viel, waardoor hij uiteindelijk slechts negende werd. Fernandez hield de tweede plaats vast. Pentti Korhonen werd in zijn thuisrace derde.
Groot-Brittannië, Silverstone
In Silverstone werd de 350cc-race aanvankelijk aangevoerd door Eric Saul, die ook poleposition had, en Graeme McGregor. Zij kwamen in een gevecht met Kork Ballington, Michel Frutschi en Gregg Hansford terecht. Patrick Fernandez, die aan de leiding van het kampioenschap stond, was toen al uitgevallen omdat de bevestiging van zijn stroomlijnkuip kapot was gegaan. Saul viel in de derde ronde uit en McGregor viel in de elfde ronde, toen Ballington hem begon aan te vallen. De strijd om de podiumplaatsen werd erg spannend. Ballington won uiteindelijk met ruim 1 seconde voorsprong op Hansford, die weer 0,3 seconde voor Jeffrey Sayle over de streep kwam. Ballington stond nu aan de leiding van het wereldkampioenschap, voor zijn teamgenoot Gregg Hansford en Fernandez stond slechts derde.
Tsjecho-Slowakije, Masaryk-Ring
Kork Ballington vormde samen met Patrick Fernandez, Eric Saul, Roland Freymond en Pekka Nurmi de kopgroep in de 350cc-race in Brno. In de tiende ronde was Toni Mang voor Ballington gekropen, tot vreugde van het publiek. Ballington dacht rustig op de tweede plaats te kunnen blijven, voor Gregg Hansford, maar werd volkomen verrast toen Fernandez hem passeerde. Door wat extra gas te geven reed hij Hansford en Fernandez weer los, maar Mang maakte het Ballington tot in de laatste ronde moeilijk. Doordat Patrick Fernandez slechts derde werd was Kork Ballington nu wereldkampioen, maar man van de wedstrijd was Toni Mang, die een slechte start had gehad. Hij verbeterde het ronderecord met zeven seconden.
Frankrijk, Le Mans
Na de natte 50cc-race in Frankrijk droogde het op en de 350cc-rijders besloten slicks te monteren, maar de baan bleef echter nat. De wereldtitel was al beslist, maar er was nog strijd om de tweede plaats tussen Patrick Fernandez en Gregg Hansford. Eric Saul nam na de start de leiding, maar riskeerde te veel op de natte baan en viel. Fernandez kwam nu aan de leiding voor Kork Ballington en Hansford. De baan bleef half nat en daardoor gleed ook Hansford weg bij een inhaalpoging. De beide overgebleven koplopers werden ingelopen door een flinke groep achtervolgers, waarvan er veel door machinepech stilvielen. Toen het ineens ging regenen begon de machine van Ballington te stotteren waardoor hij een aantal posities verloor. Roland Freymond werd nu tweede voor Walter Villa, die derde werd ondanks een klein schuivertje in de regen.

### Uitslagen 350 cc
|    | Datum     | Race                     | Circuit      | 1e                | 2e                | 3e                | Poleposition      | Snelste ronde   |
| -- | --------- | ------------------------ | ------------ | ----------------- | ----------------- | ----------------- | ----------------- | --------------- |
| 1  | 18 maart  | GP van Venezuela         | San Carlos   | Carlos Lavado     | Walter Villa      | Patrick Fernandez | Carlos Lavado     | Carlos Lavado   |
| 2  | 29 april  | GP van Oostenrijk        | Salzburgring | Kork Ballington   | Jon Ekerold       | Toni Mang         | Grunwald Harfmann | Kork Ballington |
| 3  | 6 mei     | GP van Duitsland         | Hockenheim   | Jon Ekerold       | Toni Mang         | Michel Frutschi   | Walter Villa      | Michel Frutschi |
| 4  | 12-13 mei | GP des Nations           | Imola        | Gregg Hansford    | Sadao Asami       | Patrick Fernandez | Kork Ballington   | Kork Ballington |
| 5  | 20 mei    | GP van Spanje            | Jarama       | Kork Ballington   | Gregg Hansford    | Michel Frutschi   | Kork Ballington   | Sadao Asami     |
| 6  | 17 juni   | GP van Joegoslavië       | Rijeka       | Kork Ballington   | Pekka Nurmi       | Sadao Asami       | Gregg Hansford    | niet bekend     |
| 7  | 23 juni   | TT Assen                 | Assen        | Gregg Hansford    | Patrick Fernandez | Walter Villa      | Gregg Hansford    | Gregg Hansford  |
| 8  | 29 juli   | GP van Finland           | Imatra       | Gregg Hansford    | Patrick Fernandez | Pentti Korhonen   | Kork Ballington   | Gregg Hansford  |
| 9  | 12 aug.   | GP van Groot-Brittannië  | Silverstone  | Kork Ballington   | Gregg Hansford    | Jeffrey Sayle     | Eric Saul         | Kork Ballington |
| 10 | 19 aug.   | GP van Tsjecho-Slowakije | Masaryk-Ring | Kork Ballington   | Toni Mang         | Patrick Fernandez | Kork Ballington   | Toni Mang       |
| 11 | 2 sept.   | GP van Frankrijk         | Le Mans      | Patrick Fernandez | Roland Freymond   | Walter Villa      | Kork Ballington   | Eric Saul       |

### Eindstand 350 cc
| Pos. | Coureur           | Motorfiets       | Ptn. |
| ---- | ----------------- | ---------------- | ---- |
| 1    | Kork Ballington   | Kawasaki         | 99   |
| 2    | Patrick Fernandez | Yamaha           | 90   |
| 3    | Gregg Hansford    | Kawasaki         | 77   |
| 4    | Toni Mang         | Kawasaki         | 63   |
| 5    | Michel Frutschi   | Yamaha           | 47   |
| 6    | Walter Villa      | Yamaha           | 38   |
| 7    | Roland Freymond   | Yamaha           | 38   |
| 8    | Jon Ekerold       | Yamaha           | 34   |
| 9    | Sadao Asami       | Yamaha           | 27   |
| 10   | Jeffrey Sayle     | Yamaha           | 24   |
| 11   | Pekka Nurmi       | Yamaha           | 23   |
| 12   | Pentti Korhonen   | Yamaha           | 17   |
| 13   | Christian Estrosi | Kawasaki         | 16   |
| 14   | Carlos Lavado     | Yamaha           | 15   |
| 15   | Patrick Pons      | Yamaha           | 12   |
| 16   | Eric Saul         | Adriatica-Yamaha | 10   |
| 17   | Michel Rougerie   | Bimota-Yamaha    | 10   |
| 18   | Richard Hubin     | Yamaha           | 9    |
| 19   | Hervé Guilleux    | BUT-Yamaha       | 8    |

| Pos. | Coureur            | Motorfiets | Ptn. |
| ---- | ------------------ | ---------- | ---- |
| 20   | Olivier Chevallier | Yamaha     | 8    |
| 21   | Vic Soussan        | Yamaha     | 8    |
| 22   | Murray Sayle       | Yamaha     | 5    |
|      | Graeme McGregor    | Yamaha     | 5    |
| 24   | Eduard Stöllinger  | Kawasaki   | 4    |
|      | Eddy Elias         | Yamaha     | 4    |
|      | Bengt Elgh         | Yamaha     | 4    |
|      | Paolo Pileri       | RTM        | 4    |
| 28   | Reinhold Roth      | Yamaha     | 3    |
|      | Víctor Palomo      | Yamaha     | 3    |
|      | Tony Head          | Yamaha     | 3    |
|      | Klaas Hernamdt     | Yamaha     | 3    |
| 32   | Eero Hyvärinen     | Yamaha     | 3    |
|      | Alan North         | Yamaha     | 3    |
| 34   | Adelio Faccioli    | Yamaha     | 2    |
|      | Joey Dunlop        | Yamaha     | 2    |
| 36   | Gianfranco Bonera  | Yamaha     | 2    |
| 37   | Yoshimi Matsumoto  | Yamaha     | 1    |
|      | Max Wiener         | Yamaha     | 1    |

### Constructeurstitel 350 cc
De constructeurstitel werd aan Kawasaki toegekend.

## 250cc-klasse
In de 250cc-klasse was Kork Ballington bijna niet af te stoppen. Hij won drie races op rij, maar zijn zegereeks werd onderbroken toen Morbidelli de machine van Graziano Rossi eindelijk doorontwikkeld had. Nu won Rossi weer drie races, maar zijn wilde rijstijl en nieuwe technische problemen zorgden dat hij uiteindelijk toch slechts derde in het wereldkampioenschap zou worden, nog achter Ballington's teamgenoot Gregg Hansford.
Venezuela, San Carlos
Na zijn overwinning in de 350cc-klasse hield Carlos Lavado in de 250cc-race in Venezuela vier ronden lang de leiding. Teamgenoot Walter Villa volgde, maar toen Kork Ballington dichterbij kwam, moest Villa wel meer gas geven. Lavado moest dus ook sneller gaan, maar hij kwam daarbij ten val. Ballington joeg niet al te hard, wetend dat hij tegen de Yamaha's niet was opgewassen, maar kreeg door de val van Lavado de tweede plaats cadeau. Achter hem vond een flink gevecht om de derde positie plaats, dat werd gewonnen door Vic Soussan. Randy Mamola startte nog niet met de Adriatica, maar met een Bimota-Yamaha TZ 250.
Duitsland, Hockenheim
Walter Villa reed in Duitsland de snelste trainingstijd. Hij kon de strijd aangaan met Kork Ballington, terwijl Jon Ekerold, Toni Mang en Gregg Hansford heel slecht startten. Villa kwam met de finish in zicht zonder benzine te staan, en werd als 27e geklasseerd. Ekerold, Mang en Hansford vochten zich naar voren en Toni Mang bond de strijd om de tweede plaats aan met Randy Mamola. Die wist de tweede plaats echter vast te houden. Patrick Fernandez reed zonder voorrem en werd slechts 16e. Graziano Rossi had een nieuwe, experimentele Morbidelli met de tank onder het motorblok en begon sterk aan de race. Hij viel echter steeds verder terug en werd 18e.
Nations GP, Imola
Graziano Rossi had zijn nieuwe Morbidelli motor in het oude frame laten zetten en ging daarmee aan de leiding van de 250cc-race in Imola. Kork Ballington en Randy Mamola zaten hem op de hielen en Ballington bleek de sterkste. Rossi moest met Mamola vechten om de tweede plaats, maar viel uit. Mamola werd tweede en Barry Ditchburn besliste het gevecht met Walter Villa om de derde plaats in zijn voordeel.
Spanje, Jarama
Gregg Hansford leidde heel even de 250cc-race in Spanje, maar hij werd al snel achterhaald door Kork Ballington. Ze reden tien ronden samen weg van de rest van het veld, maar daarna gaf Ballington gas en hij won met 23 seconden voorsprong. Net als in de 50cc-race was er verder weinig spanning: Graziano Rossi reed eenzaam naar de derde plaats. Alleen om de 7e/8e plaats werd nog gevochten tussen Jean-François Baldé, die de strijd van Randy Mamola won. Mamola reed met een van Mike Baldwin geleende Yamaha na zijn vertrek bij het Adriatica-team.
Joegoslavië, Rijeka
Morbidelli had eindelijk een goed frame voor Graziano Rossi ontwikkeld en in de 250cc-race wist die daarmee de concurrentie op achterstand te rijden. Gregg Hansford volgde hem aanvankelijk alleen, maar werd bijgehaald door een groep met Kork Ballington, Patrick Fernandez, Toni Mang, Eduard Stöllinger, Christian Estrosi en Richard Hubin. Tegen het einde van de race wist Hansford toch weer wat weg te lopen van deze groep, terwijl Ballington problemen kreeg met zijn voorband en Mang met zijn versnellingsbak.
Nederland, Assen
Graziano Rossi begon een fenomeen te worden. Na een aarzelend begin van het seizoen (18e in Duitsland en uitgevallen in Italië) was hij in Spanje derde geworden, om vervolgens de Joegoslavische GP te winnen. Hoewel hij zich in Assen pas op de tweede startij kon plaatsen, haalde hij in de Veenslang favoriet Kork Ballington al in en hij bleef vanaf dat moment aan de leiding. Ballington en zijn Kawasaki-teamgenoot Gregg Hansford vochten een felle strijd uit om de tweede plaats, die door Hansford met slecht een 0,1 seconde verschil gewonnen werd.
België, Spa-Francorchamps
De Oostenrijkse bergklimkampioen Eduard "Edi" Stöllinger en Chas Mortimer vochten de hele wedstrijd lang om de leiding. Het pleit werd op de streep beslist omdat de Kawasaki van Stöllinger een fractie sneller was dan Mortimers Yamaha. De strijd om de derde plaats was ook al spannend en werd gewonnen door de Australiër Murray Sayle, die de Spanjaard Fernando González De Nicolás nipt versloeg.
Zweden, Karlskoga
In Zweden werd Graziano Rossi bij het uitkomen van de eerste bocht bijna getorpedeerd door Randy Mamola, waardoor Gregg Hansford aan de leiding ging. Rossi stelde echter na een paar ronden orde op zaken en bleef de rest van de race aan de leiding. Achter hem was het ook niet spannend: Gregg Hansford bleef tweede, op behoorlijke afstand gevolgd door Patrick Fernandez.
Finland, Imatra
Graziano Rossi was aan een flinke opmars in de 250cc-klasse bezig, maar in Finland werd die onderbroken door carburatieproblemen. Terwijl voor de start het "2 minuten"-bord werd getoond probeerden zijn monteurs het op te lossen, maar 30 seconden later werd er al gestart en Rossi's race was al voor de start voorbij. Net als in de 350cc-race werd de kopgroep gevormd door Gregg Hansford, Kork Ballington en Patrick Fernandez. Al vroeg in de race ondervonden Hans Müller en Randy Mamola hoe glad de baan was. Ze vielen en schoven meer dan 250 meter over de baan, zonder ernstige gevolgen. Hansford nam in de achtste ronde de leiding en samen met zijn Kawasaki-teamgenoot Ballington ging hij ervandoor. Toch won Ballington, Hansford werd tweede en Fernandez derde. Roland Freymond, die samen met Walter Villa en Toni Mang de achtervolgende groep had gevormd, werd vierde nadat Mang was gevallen. Mogelijk had Hansford de overwinning vrijwillig aan Ballington gelaten, want de wereldtitel kon Ballington nu nauwelijks meer ontgaan.
Groot-Brittannië, Silverstone
Graziano Rossi nam in de 250cc-race in Silverstone de leiding en liep ongeveer 100 meter weg van een groep met Kork Ballington, Toni Mang, Randy Mamola, Sadao Asami, Roland Freymond en Graeme McGregor. Die vijf kwamen rondenlang steeds in wisselende volgorde over start/finish. Uiteindelijk kon Kork Ballington heel langzaam dichter bij Rossi komen, die in de laatste ronde te veel risico nam en viel. De achtervolgers bleven met elkaar in gevecht, met uitzondering van Asami, die door een gebroken krukas uitviel. Randy Mamola werd tweede, maar hij had slechts 0,14 seconde voorsprong op Toni Mang. Door de val van Rossi ging de wereldtitel automatisch naar Kork Ballington.
Tsjecho-Slowakije, Masaryk-Ring
Nu Kork Ballington wereldkampioen was beschouwde hij de 250cc-race van Tsjecho-Slowakije min of meer als training voor de 350cc-race. Toch nam hij meteen de leiding voor Graziano Rossi, Paolo Pileri, Toni Mang, Gregg Hansford en Randy Mamola. Rossi nam twee ronden lang de leiding, maar zijn rijstijl werkte op de zenuwen van zijn concurrenten. Ballington passeerde hem, draaide zich om en wees op zijn voorhoofd en ook Mang was na de race niet te spreken over het gevaarlijke rijden van Rossi. Opmerkelijk genoeg verklaarde Rossi na de race juist dat hij het circuit eigenlijk te gevaarlijk vond om op te racen. Hij werd desondanks tweede achter Ballington en voor Paolo Pileri. Toni Mang deed het in de laatste ronde rustig aan omdat Rossi en Pileri voor hem niet belangrijk waren in de WK-stand en werd vierde met 27 seconden achterstand.
Frankrijk, Le Mans
In de 250cc-race in Frankrijk nam Kork Ballington al vroeg de leiding, voor Gregg Hansford. Achter hen kwam een groep aangevoerd door Graziano Rossi, die echter door een val werd uitgeschakeld. Patrick Fernandez had een slechte start, maar wist zich door het veld naar voren te werken om derde te worden.

### Uitslagen 250 cc
|    | Datum     | Race                     | Circuit           | 1e                | 2e              | 3e                | Poleposition    | Snelste ronde     |
| -- | --------- | ------------------------ | ----------------- | ----------------- | --------------- | ----------------- | --------------- | ----------------- |
| 1  | 18 maart  | GP van Venezuela         | San Carlos        | Walter Villa      | Kork Ballington | Vic Soussan       | Carlos Lavado   | Walter Villa      |
| 2  | 6 mei     | GP van Duitsland         | Hockenheim        | Kork Ballington   | Randy Mamola    | Toni Mang         | Walter Villa    | Kork Ballington   |
| 3  | 12-13 mei | GP des Nations           | Imola             | Kork Ballington   | Randy Mamola    | Barry Ditchburn   | Kork Ballington | Kork Ballington   |
| 4  | 20 mei    | GP van Spanje            | Jarama            | Kork Ballington   | Gregg Hansford  | Graziano Rossi    | Gregg Hansford  | Kork Ballington   |
| 5  | 17 juni   | GP van Joegoslavië       | Rijeka            | Graziano Rossi    | Gregg Hansford  | Patrick Fernandez | Gregg Hansford  | niet bekend       |
| 6  | 23 juni   | TT Assen                 | Assen             | Graziano Rossi    | Gregg Hansford  | Kork Ballington   | Kork Ballington | Kork Ballington   |
| 7  | 1 juli    | GP van België            | Spa-Francorchamps | Eduard Stöllinger | Chas Mortimer   | Murray Sayle      | Chas Mortimer   | Eduard Stöllinger |
| 8  | 22 juli   | GP van Zweden            | Karlskoga         | Graziano Rossi    | Gregg Hansford  | Patrick Fernandez | Gregg Hansford  | Gregg Hansford    |
| 9  | 29 juli   | GP van Finland           | Imatra            | Kork Ballington   | Gregg Hansford  | Patrick Fernandez | Toni Mang       | Gregg Hansford    |
| 10 | 12 aug.   | GP van Groot-Brittannië  | Silverstone       | Kork Ballington   | Randy Mamola    | Toni Mang         | Kork Ballington | Kork Ballington   |
| 11 | 19 aug.   | GP van Tsjecho-Slowakije | Masaryk-Ring      | Kork Ballington   | Graziano Rossi  | Paolo Pileri      | Paolo Pileri    | Kork Ballington   |
| 12 | 2 sept.   | GP van Frankrijk         | Le Mans           | Kork Ballington   | Gregg Hansford  | Patrick Fernandez | Gregg Hansford  | Kork Ballington   |

### Eindstand 250 cc
| Pos. | Coureur             | Motorfiets               | Ptn. |
| ---- | ------------------- | ------------------------ | ---- |
| 1    | Kork Ballington     | Kawasaki                 | 141  |
| 2    | Gregg Hansford      | Kawasaki                 | 81   |
| 3    | Graziano Rossi      | Morbidelli               | 67   |
| 4    | Randy Mamola        | Bimota-Yamaha/ Adriatica | 64   |
| 5    | Patrick Fernandez   | Yamaha                   | 63   |
| 6    | Toni Mang           | Kawasaki                 | 56   |
| 7    | Walter Villa        | Yamaha                   | 39   |
| 8    | Jean-François Baldé | Kawasaki                 | 29   |
| 9    | Eduard Stöllinger   | Kawasaki                 | 28   |
| 10   | Roland Freymond     | Yamaha                   | 22   |
| 11   | Olivier Chevallier  | Yamaha                   | 22   |
| 12   | Christian Estrosi   | Kawasaki                 | 19   |
| 13   | Chas Mortimer       | Yamaha                   | 14   |
| 14   | Paolo Pileri        | Yamaha                   | 14   |
| 15   | Graeme McGregor     | Yamaha                   | 14   |
| 16   | Barry Ditchburn     | Kawasaki                 | 13   |
| 17   | Vic Soussan         | Yamaha                   | 11   |
| 18   | Eric Saul           | Yamaha / Adriatica       | 11   |
| 19   | Murray Sayle        | Yamaha                   | 10   |

| Pos. | Coureur                      | Motorfiets | Ptn. |
| ---- | ---------------------------- | ---------- | ---- |
| 20   | Fernando González De Nicolás | Yamaha     | 9    |
| 21   | Pentti Korhonen              | Yamaha     | 9    |
| 22   | Jon Ekerold                  | Yamaha     | 8    |
| 23   | Richard Hubin                | Yamaha     | 7    |
| 24   | Guy Bertin                   | Yamaha     | 6    |
| 25   | Michel Simeon                | Yamaha     | 5    |
| 26   | Hans Müller                  | Yamaha     | 4    |
|      | Jeffrey Sayle                | Yamaha     | 4    |
| 28   | Maurizio Massimiani          | MBA        | 3    |
|      | Massimo Matteoni             | Yamaha     | 3    |
|      | José Lazo                    | Yamaha     | 3    |
|      | Pekka Nurmi                  | Yamaha     | 3    |
| 32   | Yoshimasa Matsumoto          | Yamaha     | 2    |
|      | Bengt Elgh                   | Yamaha     | 2    |
| 34   | Alan North                   | Yamaha     | 1    |
|      | Thierry Espié                | Yamaha     | 1    |
|      | Rinus Van Kasteren           | Yamaha     | 1    |
|      | Eero Hyvärinen               | Yamaha     | 1    |
|      | Sadao Asami                  | Yamaha     | 1    |
|      | Tony Head                    | Yamaha     | 1    |

### Constructeurstitel 250 cc
De constructeurstitel werd aan Kawasaki toegekend.

## 125cc-klasse
Ángel Nieto won de eerste zeven races en was na de TT van Assen al bijna zeker van de wereldtitel, maar hij nam deel aan de boycot van de Belgische Grand Prix en raakte daarna tijdens de Grand Prix van Portugal (toen nog een internationale race zonder WK-status) geblesseerd en werd in het ziekenhuis opgenomen. Zijn belangrijkste belager Thierry Espié was in Assen geblesseerd geraakt en daarom kon Maurizio Massimiani zeer theoretisch nog kampioen worden. Toen Massimiani tijdens de Grand Prix van Zweden in de vijftiende ronde van zijn motorfiets werd gereden door Walter Koschine was de wereldtitel voor Nieto definitief. Nieto hoorde ervan in een Portugees ziekenhuis, terwijl zijn manager/hoofdconstructeur Jörg Möller, diens vrouw en chefmonteur Daniële Battaglia alle drie met een voedselvergiftiging in een Bolgonees ziekenhuis lagen. Na het wegvallen van Espié had Motobécane geprobeerd diens 125cc-machine in handen van Michel Rougerie gegeven, maar die kon er niet mee starten omdat hij gesponsord werd door ELF terwijl de Motobécane onder contract van Castrol stond. Uiteindelijk vond men Guy Bertin als rijder en die slaagde waar Espié twee jaar lang gefaald had: hij won twee GP's.
Venezuela, San Carlos
In Venezuela reed Iván Palazzese de snelste trainingstijd en in de eerste ronde moest hij Ángel Nieto en Thierry Espié eerst inhalen om de leiding in de race te nemen. Toen begaf zijn accu het en moest hij opgeven. Nieto kreeg het vooralsnog niet gemakkelijk. Espié's Motobécane was lichter en sneller dan vorig jaar en hij vocht de hele race tegen Nieto. Door een onbalans in zijn voorwiel moest hij aan de finish zes seconden toegeven. Maurizio Massimiani werd met zijn fabrieks-MBA op grote achterstand derde. Eugenio Lazzarini kon niet starten omdat hij in de training een sleutelbeen had gebroken.
Oostenrijk, Salzburgring
Eugenio Lazzarini nam in Oostenrijk de leiding, gevolgd door Ángel Nieto, Pier Paolo Bianchi, Harald Bartol en Hans Müller. Al snel lagen Nieto en Bartol samen aan de leiding. Bartol was gebrand op een overwinning in zijn thuisrace, nadat hij in 1978 ook al tweede was geworden. Zijn landgenoot August Auinger was intussen van de twaalfde plaats opgerukt naar de derde plaats. Nieto reed op de tweede plaats, maar kon Bartol makkelijk volgen. In de 23e ronde nam Nieto de leiding. Bartol volgde hem nog enkele ronden, maar liet los toen Nieto met een enorme snelheid langs de ambulance reed die de gevallen Bernd Lauermann ging ophalen. Auinger was intussen ook uitgevallen en toen Thierry Espié viel kwam Gert Bender met zijn zelfbouw Bender als derde binnen.
Duitsland, Hockenheim
In Duitsland reed Ángel Nieto de snelste trainingstijd. Net als in de GP van Oostenrijk ontstond er een strijd met Harald Bartol, die aan de leiding mocht rijden. Alleen in de achtste en de tiende ronde nam Nieto even de koppositie over, maar dat deed hij ook in de laatste ronde. Hij won met ruim een seconde voorsprong. Thierry Espié lag lang op de derde plaats, maar viel met pech uit.
Nations GP, Imola
In Imola werd voor het eerst in de 125cc-klasse door enkele coureurs met slicks gereden: Maurizio Massimiani gebruikte Michelin, Thierry Espié en Harald Bartol Dunlop, maar Bartol had zijn beste motorblok al tijdens de training opgeblazen en stopte na enkele ronden. Aanvankelijk ging het gevecht om de leidende positie tussen Ángel Nieto (Minarelli), Thierry Espié (Motobécane) en Maurizio Massimiani (MBA), die in Oostenrijk nog zijn sleutelbeen gebroken had. Tegen het einde van de race bouwde Nieto toch een flinke voorsprong op ten opzichte van Espié (tweede) en Massimiani.
Spanje, Jarama
Net als in Imola vochten Ángel Nieto en Thierry Espié ook in Jarama om de leiding, een gevecht dat Nieto nipt, met slechts een seconde voorsprong, wist te winnen. De strijd om de derde positie ging tussen Walter Koschine en Gert Bender, tot die laatste met ontstekingsproblemen moest opgeven.
Joegoslavië, Rijeka
Het scenario van Imola herhaalde zich in Rijeka: Ángel Nieto en Thierry Espié vochten tot de laatste meters om de winst. In de laatste ronde reed Espié nog aan de leiding, maar Nieto passeerde hem als slipstreamend en won nipt. De vraag was wel of Nieto echt moeite had om te winnen of dat hij minder hard reed dan hij zou kunnen om er een show van te maken.
Nederland, Assen
Al in de eerst ronde van de 125cc-race in Assen viel Theo van Geffen. Hij werd overreden door Per-Edvard Carlsson, terwijl Juup Bosman over de motorfietsen viel. Van Geffen brak een been, een enkel, een sleutelbeen en een duim, terwijl Carlsson bewusteloos in en sloot lag. Ex-coureur Jos Schurgers die in de buurt was moest Carlssons hoofd boven water houden. Intussen vochten Ricardo Tormo en Ángel Nieto om de leiding van de wedstrijd. Nieto nam in de derde ronde de leiding, maar waar hij in eerdere GP's zonder problemen naar de overwinning kon rijden, moest hij dit keer echt strijd leveren tegen Tormo met zijn Bultaco. Nieto verbrak het ronderecord twee keer en bouwde en voorsprong van 7 seconden op, maar toen zijn banden het lieten afweten wist Tormo tot 2½ seconde te naderen. Thierry Espié en Maurizio Massimiani vochten om de derde plaats tot in de voorlaatste ronde, toen Espié viel en een voet brak. Peter Looijesteijn verspeelde een tiende plaats door een val in de laatste ronde.
België, Spa-Francorchamps
Thierry Espié stond op de tweede plaats in het 125cc-wereldkampioenschap, maar hij kon niet rijden doordat hij in Assen een voet gebroken had. De andere kopmannen in het kampioenschap, Ángel Nieto, Maurizio Massimiani, Hans Müller, Walter Koschine en Gert Bender deden mee aan de boycot. De snelste start was voor Fernando González De Nicolás, maar na de vijfde ronde nam veteraan Barry Smith de leiding over. Doordat zowel González De Nicolás als Ernst Fagerer uitvielen werd Martin van Soest achter Marcelino García derde.
Zweden, Karlskoga
Pier Paolo Bianchi had het hele seizoen diensten moeten verlenen aan eerste rijder Ángel Nieto, maar nu die geblesseerd in het ziekenhuis lag besloot teamchef Jörg Möller (vanuit een ander ziekenhuis, want hij had een voedselvergiftiging) Nieto's machine aan Bruno Kneubühler te geven. Kneubühler reed prompt de snelste trainingstijd, maar na de start gingen Bianchi en Gert Bender aan de leiding van de race. Ze wisselden elkaar aan de leiding enkele malen af, maar uiteindelijk won Bianchi, een jaar na zijn ongeval in de Finse GP, weer eens een race. Ricardo Tormo, Per-Edvard Carlsson en Jean-Louis Guignabodet vochten toen nog om de tweede plaats, gevolgd door Hans Müller en Eugenio Lazzarini. In de vijftiende ronde viel Walter Koschine en hij nam Maurizio Massimiani in zijn val mee. Massimiani moest opgeven door een gebroken schakelpedaal en dat was het moment dat Ángel Nieto wereldkampioen werd. Massimiani was de enige die nog een theoretische kans op de titel had, maar die was nu verkeken. Vijf ronden voor het einde ging het regenen en toen werd het hele klassement nog eens overhoopgegooid. De een na de ander schoof van de baan: Carlsson, Bender, Kneubühler, Müller, Kinnunen, Tormo en in de laatste bocht ook Gianpaolo Marchetti, die vierde lag maar uiteindelijk negende werd. Guignabodet passeerde de finish als tweede en Thierry Noblesse werd derde. Noblesse lag enkele ronden voor het einde nog op de tiende plaats en had niet meer gedaan dan op zijn motor blijven zitten. De rijders voor hem schakelden zichzelf uit.
Finland, Imatra
Zonder de beste rijders Ángel Nieto en Thierry Espié (beiden geblesseerd) was de 125cc-race in Finland weinig spectaculair. Motobécane had de machine van Espié al na Assen aan Michel Rougerie gegeven, maar die kon er niet mee starten omdat hij gesponsord werd door ELF terwijl de Motobécane onder contract van Castrol stond. Ricardo Tormo had de minste moeite met de natte baan. Hij passeerde Patrick Plisson in de tweede ronde en hield de leiding tot aan de finish vast. Plisson viel kort daarna uit. De beide Minarelli's van Bruno Kneubühler en Pier Paolo Bianchi vielen uit en Matti Kinnunen werd in zijn thuisrace tweede, voor Hans Müller. Eugenio Lazzarini werd na een val in de mobiele kliniek voor een hersenschudding en een heupblessure behandeld.
Groot-Brittannië, Silverstone
Ángel Nieto was nog niet fit na zijn val in de Grand Prix van Portugal, maar hij verveelde zich thuis en besloot toch maar in Engeland te starten. Voor de punten hoefde het niet: hij was al wereldkampioen 125 cc. Motobécane, dat door sponsorverplichtingen de machine van de geblesseerde Thierry Espié niet aan Michel Rougerie had kunnen geven, besloot dat ze nu naar Guy Bertin ging. Bertin had op privébasis ook al met een Motobécane gereden. Nieto en Bertin vormden samen met Gert Bender de kopgroep in de race en ze maakten er een mooi gevecht van, dat nipt (0,09 seconde) gewonnen werd door Nieto. Bender werd tweede, Bertin derde, maar binnen 0,12 seconde finishten ze alle drie.
Tsjecho-Slowakije, Masaryk-Ring
Het Minarelli-team ontbrak in Tsjecho-Slowakije, wat opmerkelijk was omdat Ángel Nieto, die al wereldkampioen was, ondanks zijn blessures wel in Silverstone gestart was. Harald Bartol nam meteen de leiding in de race, maar werd snel bijgehaald door Guy Bertin en Maurizio Massimiani. Daardoor ontstond een fel gevecht om de eerste plaats die uiteindelijk werd gewonnen door Bertin. Dat was een succes voor Motobécane, dat daardoor het eerste Franse merk in de geschiedenis werd dat een WK-race won. Twee jaar was de machine bestuurd door Thierry Espié, die nu geblesseerd was. Men had de machine aan Michel Rougerie willen geven, maar dat kon niet door verschillende sponsorverplichtingen en daarom had Bertin hem uiteindelijk gekregen. Harald Bartol haalde al zijn achtste tweede plaats in een WK-race. De gearing die hij in de trainingen had gekozen klopte niet meer omdat de windrichting was veranderd.
Frankrijk, Le Mans
Ángel Nieto had bewust de GP van Tsjecho-Slowakije laten schieten om zijn zestigste WK-overwinning in Frankrijk te kunnen vieren. Hij moest echter afrekenen met Guy Bertin, die in Brno zijn eerste GP-overwinning gevierd had. Bertin en Nieto namen meteen afstand van Bruno Kneubühler, die even later ook werd gepasseerd door het vechtende duo Ricardo Tormo/Pier Paolo Bianchi. Pas in de laatste bocht werd de strijd om de overwinning beslist. Nieto had de leiding, maar Bertin reed op de ideale lijn, waardoor Nieto te krap moest sturen en viel. Nu werd Tormo tweede en Bianchi derde. Nieto werd als vijftiende met een ronde achterstand geklasseerd.

### Uitslagen 125 cc
|    | Datum     | Race                     | Circuit           | 1e                 | 2e                     | 3e                  | Poleposition      | Snelste ronde          |
| -- | --------- | ------------------------ | ----------------- | ------------------ | ---------------------- | ------------------- | ----------------- | ---------------------- |
| 1  | 18 maart  | GP van Venezuela         | San Carlos        | Ángel Nieto        | Thierry Espié          | Maurizio Massimiani | Iván Palazzese    | Ángel Nieto            |
| 2  | 29 april  | GP van Oostenrijk        | Salzburgring      | Ángel Nieto        | Harald Bartol          | Gert Bender         | Ángel Nieto       | Ángel Nieto            |
| 3  | 6 mei     | GP van Duitsland         | Hockenheim        | Ángel Nieto        | Harald Bartol          | Walter Koschine     | Ángel Nieto       | Ángel Nieto            |
| 4  | 12-13 mei | GP des Nations           | Imola             | Ángel Nieto        | Thierry Espié          | Maurizio Massimiani | Ángel Nieto       | Thierry Espié          |
| 5  | 20 mei    | GP van Spanje            | Jarama            | Ángel Nieto        | Thierry Espié          | Walter Koschine     | Ángel Nieto       | Ángel Nieto            |
| 6  | 17 juni   | GP van Joegoslavië       | Rijeka            | Ángel Nieto        | Thierry Espié          | Stefan Dörflinger   | Ricardo Tormo     | niet bekend            |
| 7  | 23 juni   | TT Assen                 | Assen             | Ángel Nieto        | Ricardo Tormo          | Maurizio Massimiani | Bruno Kneubühler  | Ángel Nieto            |
| 8  | 1 juli    | GP van België            | Spa-Francorchamps | Barry Smith        | Marcelino García       | Martin van Soest    | Ángel Nieto       | Jean-François Lecureux |
| 9  | 22 juli   | GP van Zweden            | Karlskoga         | Pier Paolo Bianchi | Jean-Louis Guignabodet | Thierry Noblesse    | Bruno Kneubühler  | Gert Bender            |
| 10 | 29 juli   | GP van Finland           | Imatra            | Ricardo Tormo      | Matti Kinnunen         | Hans Müller         | Stefan Dörflinger | Ricardo Tormo          |
| 11 | 12 aug.   | GP van Groot-Brittannië  | Silverstone       | Ángel Nieto        | Gert Bender            | Guy Bertin          | Hans Müller       | Pier Paolo Bianchi     |
| 12 | 19 aug.   | GP van Tsjecho-Slowakije | Masaryk-Ring      | Guy Bertin         | Harald Bartol          | Maurizio Massimiani | Guy Bertin        | Guy Bertin             |
| 13 | 2 sept.   | GP van Frankrijk         | Le Mans           | Guy Bertin         | Ricardo Tormo          | Pier Paolo Bianchi  | Guy Bertin        | Ángel Nieto            |

### Eindstand 125 cc
| Pos. | Coureur                | Motorfiets    | Ptn. |
| ---- | ---------------------- | ------------- | ---- |
| 1    | Ángel Nieto            | Minarelli     | 120  |
| 2    | Maurizio Massimiani    | MBA           | 53   |
| 3    | Hans Müller            | MBA           | 50   |
| 4    | Thierry Espié          | Motobécane    | 48   |
| 5    | Gert Bender            | Bender        | 47   |
| 6    | Guy Bertin             | Motobécane    | 40   |
| 7    | Ricardo Tormo          | Bultaco       | 39   |
| 8    | Harald Bartol          | Morbidelli    | 36   |
| 9    | Bruno Kneubühler       | MBA/Minarelli | 36   |
| 10   | Pier Paolo Bianchi     | Minarelli     | 35   |
| 11   | Stefan Dörflinger      | Morbidelli    | 35   |
| 12   | Barry Smith            | Morbidelli    | 25   |
| 13   | Walter Koschine        | Fantic        | 25   |
| 14   | August Auinger         | Morbidelli    | 25   |
| 15   | Eugenio Lazzarini      | Morbidelli    | 22   |
| 16   | Jean-Louis Guignabodet | Morbidelli    | 20   |
| 17   | Matti Kinnunen         | MBA           | 19   |
| 18   | Patrick Hérouard       | Morbidelli    | 18   |
| 19   | Marcelino García       | Morbidelli    | 17   |
| 20   | Thierry Noblesse       | Morbidelli    | 16   |
| 21   | Per-Edvard Carlsson    | MBA           | 14   |
| 22   | Jean-François Lecureux | Morbidelli    | 12   |
| 23   | Patrick Plisson        | Morbidelli    | 12   |

| Pos. | Coureur                      | Motorfiets | Ptn. |
| ---- | ---------------------------- | ---------- | ---- |
| 24   | Martin van Soest             | Morbidelli | 10   |
| 25   | Gianpaolo Marchetti          | MBA        | 10   |
| 26   | Rolf Blatter                 | Morbidelli | 8    |
| 27   | Peter Looijesteijn           | MBA        | 8    |
| 28   | Clive Horton                 | Morbidelli | 7    |
| 29   | François Granon              | Morbidelli | 7    |
|      | Stefan Jansen                | Morbidelli | 7    |
| 31   | Iván Troisi                  | Morbidelli | 5    |
|      | Paul Bordes                  | Morbidelli | 5    |
| 33   | Pierluigi Conforti           | MBA        | 4    |
|      | Anton Straver                | Morbidelli | 4    |
| 35   | Peter Baláž                  | Morbidelli | 3    |
| 36   | Jean-Paul Magnoni            | Morbidelli | 2    |
|      | Alfred Waibel                | Morbidelli | 2    |
|      | Paolo Ferretti               | Morbidelli | 2    |
|      | Henk van Kessel              | Condor     | 2    |
|      | Jan Huberts                  | MBA        | 2    |
|      | Marc-Anton Constantin        | Morbidelli | 2    |
| 42   | Miguel Cortés                | Bultaco    | 1    |
|      | Fernando González De Nicolás | Morbidelli | 1    |
|      | René Rénier                  | Morbidelli | 1    |
|      | Johnny Wickström             | Morbidelli | 1    |

### Constructeurstitel 125 cc
De constructeurstitel werd aan Minarelli toegekend.

## 50cc-klasse
De 50cc-klasse was in 1979 minder spannend dan misschien werd verwacht, vooral omdat de fabrieks-Bultaco's geen rol van betekenis konden spelen. Eugenio Lazzarini had zijn Kreidler voorzien van een Van Veen-blokje dat door voormalig coureur Herbert Rittberger was getuned. Hij viel in de eerste race en boycotte de Belgische Grand Prix, maar won alle andere wedstrijden, waardoor Rolf Blatter in de laatste Grand Prix nog slechts een theoretische kans op de titel had.
Duitsland, Hockenheim
In de eerste race van 1979 was Ricardo Tormo (Bultaco) in de trainingen de snelste. Veel spanning werd er niet verwacht, want achter Eugenio Lazzarini (Van Veen-Kreidler) gaapte een gat van ruim negen seconden met derde man Wolfgang Müller (Kreidler). Peter Looijesteijn (Kreidler) was liefst twintig seconden langzamer dan Ricardo Tormo. In de race gingen Tormo en Lazzarini er als verwacht samen vandoor, maar Lazzarini riskeerde te veel om Tormo te volgen en viel. Drie ronden later viel Tormo uit door een gat in de zuiger en daardoor ontstonden ineens kansen voor de privérijders. Gerhard Waibel, die de testritten voor Van Veen had gedaan toen Lazzarini genas van een sleutelbeenbreuk, nam de leiding en Looijesteijn zat ineens op de tweede plaats, nadat hij Ingo Emmerich voorbij was gegaan. Waibel ontdekte pas na de finish dat hij gewonnen had. Met 20 jaar en 140 dagen was (en bleef) hij de jongste winnaar in de 50cc-klasse.
Nations GP, Imola
Ricardo Tormo brak een vinger in de training in Imola en kon niet starten. Daarmee was Eugenio Lazzarini zonder competitie. Hij leidde de race van start tot finish en won met bijna een minuut voorsprong op Rolf Blatter. Lazzarini reed voor het eerst in de 50cc-klasse met slicks, die waren geleverd door Metzeler. Peter Looijesteijn won het gevecht om de derde plaats van Aldo Pero, en dat bracht hem aan de leiding van de stand om het wereldkampioenschap.
Spanje, Jarama
Als ranglijstaanvoerder begon Peter Looijesteijn aan de Spaanse Grand Prix. Hij reed zelfs even aan de leiding in gezelschap van Gerhard Waibel, Patrick Plisson en Rolf Blatter. Zij konden echter Eugenio Lazzarini met zijn snelle, door Herbert Rittberger getunede Van Veen-Kreidler niet afstoppen. Toen die eenmaal de leiding nam reed hij alleen naar de eindstreep. In de zevende ronde viel Looijesteijn. Hoewel het gebeurde bij het dubbelen van een achterblijver vertelde hij na de race dat hij gewoon te snel was gegaan. Spanning was er daarna niet meer: Plisson reed eenzaam op de tweede plaats en Blatter werd op grote achterstand derde.
Joegoslavië, Rijeka
Ricardo Tormo had nog geen punten gescoord en in Joegoslavië leek het weer fout te gaan toen hij al in de eerste ronde viel door een fout van een andere rijder. Hij had al ruim een ronde achterstand toen hij de race kon hervatten, maar hij werd toch nog vijfde. Eugenio Lazzarini startte slecht, maar won alsnog, nadat koploper Stefan Dörflinger gevallen was. Peter Looijesteijn volgde Lazzarini nog een tijdje, maar viel ook.
Nederland, Assen
Nadat Tormo in Joegoslavië zijn eerste punten had gescoord vertrok hij in Assen samen met Lazzarini als snelste. Tormo liep zelfs tot twaalf seconden weg van Lazzarini, die dat rustig liet gebeuren omdat Tormo toch geen bedreiging voor de titel vormde. Tormo verspeelde zijn kansen echter door een val waardoor Lazzarini met ruime voorsprong won. Henk van Kessel viel op de tweede plaats liggend uit door een defecte accu. Nu ging de tweede plaats naar Patrick Plisson met de ABF, terwijl Rolf Blatter derde werd. Peter Looijesteijn had getraind met een ufo, maar werd in de race vierde met een Kreidler. Later bleek dat de val van Tormo was veroorzaakt door een leesfout: Tormo kreeg via een pitbord een rondetijd van 3 minuut en 33 seconden door, maar hij las 3.38. Daardoor dacht hij dat hij vijf seconden te langzaam reed en hij nam onnodig risico.
België, Spa-Francorchamps
Door het beperkte vermogen hadden de 50cc-rijders waarschijnlijk de minste problemen met het gladde asfalt in Francorchamps, maar de belangrijkste coureurs kwamen niet aan de start. De eerste startrij was dan ook leeg. Serge Julin, Claudio Lusuardi en Wolfgang Müller waren als snelste weg, maar toen Julin in de derde ronde de leiding nam viel hij hard bij Eau Rouge. Müller viel uit waardoor Henk van Kessel aan de leiding kwam. Rudi Kunz kwam nog even dicht bij hem, maar van Kessel nam weer afstand waarna Kunz te maken kreeg met Theo Timmer. In de zevende ronde schoof Timmer op naar de tweede plaats, maar hij kon van Kessel niet meer bedreigen.
Frankrijk, Le Mans
Voor de start van de laatste 50cc-race in Frankrijk konden nog twee rijders wereldkampioen worden: Eugenio Lazzarini had 60 punten, Rolf Blatter 52. Hoewel Claudio Lusuardi de kopstart nam, werd hij meteen op de hielen gezeten door Blatter en Lazzarini. Lusuardi viel met pech uit en Lazzarini nam de leiding in de race, gevolgd door Blatter en Henk van Kessel, die belaagd werd door Stefan Dörflinger. Van Kessel moest erg veel risico's nemen op de natte baan en besloot te kiezen voor de vierde plaats, die hij ook vast wist te houden. Dörflinger wist door te stoten naar de tweede plaats, achter Lazzarini, die nu wereldkampioen was, en voor Blatter.

### Uitslagen 50 cc
|   | Datum     | Race               | Circuit           | 1e                | 2e                 | 3e                 | Poleposition      | Snelste ronde     |
| - | --------- | ------------------ | ----------------- | ----------------- | ------------------ | ------------------ | ----------------- | ----------------- |
| 1 | 6 mei     | GP van Duitsland   | Hockenheim        | Gerhard Waibel    | Peter Looijesteijn | Ingo Emmerich      | Ricardo Tormo     | Ricardo Tormo     |
| 2 | 12-13 mei | GP des Nations     | Imola             | Eugenio Lazzarini | Rolf Blatter       | Peter Looijesteijn | Eugenio Lazzarini | Eugenio Lazzarini |
| 3 | 20 mei    | GP van Spanje      | Jarama            | Eugenio Lazzarini | Patrick Plisson    | Rolf Blatter       | Eugenio Lazzarini | Eugenio Lazzarini |
| 4 | 17 juni   | GP van Joegoslavië | Rijeka            | Eugenio Lazzarini | Rolf Blatter       | Hagen Klein        | Eugenio Lazzarini | niet bekend       |
| 5 | 23 juni   | TT Assen           | Assen             | Eugenio Lazzarini | Patrick Plisson    | Rolf Blatter       | Ricardo Tormo     | Eugenio Lazzarini |
| 6 | 1 juli    | GP van België      | Spa-Francorchamps | Henk van Kessel   | Theo Timmer        | Rudolf Kunz        | Eugenio Lazzarini | Stefan Dörflinger |
| 7 | 2 sept.   | GP van Frankrijk   | Le Mans           | Eugenio Lazzarini | Stefan Dörflinger  | Rolf Blatter       | Ricardo Tormo     | Stefan Dörflinger |

### Eindstand 50 cc
| Pos. | Coureur            | Motorfiets        | Ptn. |
| ---- | ------------------ | ----------------- | ---- |
| 1    | Eugenio Lazzarini  | Van Veen-Kreidler | 75   |
| 2    | Rolf Blatter       | Kreidler          | 62   |
| 3    | Patrick Plisson    | ABF               | 32   |
| 4    | Gerhard Waibel     | Kreidler          | 32   |
| 5    | Peter Looijesteijn | Kreidler          | 30   |
| 6    | Hagen Klein        | Hess Spezial      | 26   |
| 7    | Henk van Kessel    | Sparta            | 23   |
| 8    | Jacky Hutteau      | ABF               | 22   |
| 9    | Ingo Emmerich      | Kreidler          | 19   |
| 10   | Stefan Dörflinger  | Kreidler          | 18   |
| 11   | Reiner Scheidhauer | Kreidler          | 17   |
| 12   | Theo Timmer        | Bultaco           | 16   |
| 13   | Aldo Pero          | Kreidler          | 16   |
| 14   | Rudolf Kunz        | Kreidler          | 13   |
| 15   | Ezio Saffiotti     | Paolucci          | 10   |

| Pos. | Coureur            | Motorfiets | Ptn. |
| ---- | ------------------ | ---------- | ---- |
| 16   | Wolfgang Müller    | Kreidler   | 9    |
| 17   | Ricardo Tormo      | Bultaco    | 6    |
| 18   | Joaquín Galí       | Bultaco    | 5    |
|      | Enrico Cereda      | UFO        | 5    |
| 20   | Massimo Servadio   | UFO        | 4    |
|      | Daniel Mateos      | Derbi      | 4    |
| 22   | Gerhard Singer     | Kreidler   | 4    |
| 23   | Peter Verbic       | Kreidler   | 3    |
|      | Theo van Geffen    | Kreidler   | 3    |
| 25   | Hans-Jürgen Hummel | Kreidler   | 2    |
|      | Claudio Granata    | UFO        | 2    |
|      | Rudi Oosting       | BGS        | 2    |
| 28   | Paolo Priori       | Derbi      | 1    |
|      | Gerrit Strikker    | Kreidler   | 1    |
|      | Cees van Dongen    | Kreidler   | 1    |

### Constructeurstitel 50 cc
De constructeurstitel werd aan Kreidler toegekend.

## Zijspanklasse B2A
Na alle commotie die was ontstaan door Rolf Biland's BEO-combinatie stelde de FIM in 1979 twee klassen in: de B2A-klasse voor conventionele zijspancombinaties met slechts één sturend wiel en één aangedreven wiel (door Biland consequent "veteranenklasse" genoemd), en de B2B, waar nieuwe constructies waren toegestaan. Het reglement was voor meerdere interpretaties vatbaar. Daardoor was er steeds onenigheid met coureurs die hun B2B-combinaties probeerden aan te passen aan het B2A-reglement. Dat was ook een van de oorzaken dat het seizoen van Biland pas laat op gang kwam: hij kreeg zijn B2A-combinatie aanvankelijk niet door de keuring. Uiteindelijk werd hij wereldkampioen in de laatste race, waaraan hij met 8 punten achterstand op Rolf Steinhausen was begonnen.
Oostenrijk, Salzburgring
Siegfried Schauzu/Lorenzo Puzo namen de leiding in de Oostenrijkse GP. Göte Brodin/Billy Gällros waren echter niet te stuiten en namen de leiding over. Ze werden ingehaald door Dick Greasley/John Parkins, maar die vielen al snel uit. Brodin/Gällros hadden geluk: op de finish kregen ze een vastloper, maar toen was de winst al binnen. Schauzu was intussen in een gevecht met Rolf Steinhausen/Kenny Arthur verwikkeld maar wist toch tweede te worden. Alain Michel/Stuart Collins en Cees Smit/Charles Vroegop mochten in Oostenrijk niet starten met hun aangepaste B2B-combinaties omdat de jury de reglementen anders interpreteerden dan zij. Rolf Biland/Kurt Waltisperg konden niet in de B2A-klasse starten omdat hun Schmid-combinatie door ziekte van constructeur Hermann Schmid nog niet klaar was.
Duitsland, Hockenheim
In Duitsland kwamen de combinaties van Rolf Biland (TTM-Yamaha), Alain Michel en Cees Smit (beiden met een omgebouwde B2B Seymaz) weer niet door de keuring van de B2A-klasse. Daarmee was hun reis vergeefs, want de B2B-klasse reed niet in Hockenheim. In de race reden drie combinaties beurtelings aan de leiding: Siegfried Schauzu/Lorenzo Puzo, Dick Greasley/John Parkins en Rolf Steinhausen/Kenny Arthur. Rolf Steinhausen, wiens Yamaha door Harald Bartol getuned was, won de race met een seconde voorsprong op Schauzu. Jock Taylor reed met vervangende bakkenist Jim Law nadat Jimmy Neil bij een ongeluk een pols had gebroken en Dave Powell op Oulton Park dodelijk verongelukt was.
Nederland, Assen
Na de eerste ronde in Assen gingen Werner Schwärzel/Andreas Huber aan de leiding, gevolgd door Rolf Steinhausen/Kenny Arthur, Göte Brodin/Billy Gällros en Max Venus/Norbert Bittermann. Rond dat moment waren vier man bezig de zijspancombinatie van Alain Michel uit een sloot te halen. Michel/Collins sloten als laatste aan maar kregen de zwarte vlag omdat men wilde controleren of de combinatie wel veilig was. Toen dat gebeurd was, wisten ze toch nog een punt te scoren. Steinhausen passeerde Schwärzel al in de tweede ronde en daarna werd het een saaie race met weinig positiewisselingen. Schwärzel verloor zijn eerste plaats doordat zijn motor niet meer op toeren kwam.
België, Spa-Francorchamps
De zijspanrijders hadden minder problemen met het gladde asfalt in Spa-Francorchamps, behalve het feit dat de slicks niet goed op temperatuur kwamen. Er was een normaal startveld in de B2A-klasse. Siegfried Schauzu en Lorenzo Puzo mochten een ronde aan de leiding rijden, tot Rolf Biland/Kurt Waltisperg de eerste plaats overnamen. In de tiende ronde kwamen de hevig vechtende combinaties van Rolf Steinhausen/Kenny Arthur en Werner Schwärzel/Andreas Huber dichtbij en Steinhausen nam de leiding voor het eerst over. De volgende twee ronden ging Biland weer op kop, maar daarna wist Steinhausen definitief weg te rijden. Schwärzel crashte vier ronden voor het einde, waardoor Dick Greasley en John Parkins derde werden.
Zweden, Karlskoga
Rolf Biland had poleposition in Zweden, maar moest na de zevende ronde naar de pit om een nieuwe bougie te laten monteren. Rolf Steinhausen nam de leiding in de race, maar stopte een ronde later met pech. Derek Jones nam nu de leiding, maar in de 20e ronde werd hij gepasseerd door Jock Taylor met zijn gelegenheidsbakkenist Benga Johansson. Hoewel Werner Schwärzel op korte afstand volgde wisten Taylor/Johansson de leiding tot de finish vast te houden. Rolf Biland en Kurt Waltisperg zorgden voor spektakel door vanaf de zestiende plaats toch nog door te dringen tot het podium.
Groot-Brittannië, Silverstone
De B2A-klasse opende de racedag in Silverstone. Derek Jones had de snelste trainingstijd en ook de snelste start. Na vijf ronden nam Rolf Biland de kop over. Halverwege de race nam Dick Greasley de tweede plaats over, maar in de laatste ronde gingen Jones/Johansson hem weer voorbij om als tweede te finishen, slechts 0,31 seconden voor Greasley. Omdat Rolf Steinhausen/Kenny Arthur slechts vijfde werden was de strijd om de wereldtitel nog niet beslist.
Tsjecho-Slowakije, Masaryk-Ring
Bij de start van de zijspanrace in Brno hadden Rolf Steinhausen en Rolf Biland nog kans op de wereldtitel, maar Steinhausen had acht punten voorsprong op Biland. Tot een groot gevecht kwam het echter niet, want Steinhausen/Arthur kregen hun Yamaha met moeite gestart en in hun poging een tegenstander in te halen reden ze met 220 km/h het zand in. Rolf Steinhausen had zware kneuzingen en Kenny Arthur een ontwrichte schouder. Toen Rolf Biland na de eerste ronde het wrak van de machine van Steinhausen zag liggen wist hij dat hij slechts vierde hoefde te worden om de wereldtitel zeker te stellen. Hoewel Dick Greasley en John Parkins in de vijfde ronde even de leiding namen, wisten Biland/Waltisperg toch vrij eenvoudig te winnen. Spannender was het gevecht om de derde plaats tussen Werner Schwärzel/Andreas Huber en Siegfried Schauzu/Lorenzo Puzo. Schwärzel won nipt, maar voor Schauzu was dat niet erg; hij passeerde Jock Taylor/Benga Johansson in de WK-stand en eindigde als vierde.

### Uitslagen zijspanklasse B2A
|   | Datum    | Race                     | Circuit           | 1e                              | 2e                               | 3e                               | Poleposition                     | Snelste ronde                   |
| - | -------- | ------------------------ | ----------------- | ------------------------------- | -------------------------------- | -------------------------------- | -------------------------------- | ------------------------------- |
| 1 | 29 april | GP van Oostenrijk        | Salzburgring      | Göte Brodin / Billy Gällros     | Siegfried Schauzu / Lorenzo Puzo | Rolf Steinhausen / Kenny Arthur  | Siegfried Schauzu / Lorenzo Puzo | Dick Greasley / John Parkins    |
| 2 | 6 mei    | GP van Duitsland         | Hockenheim        | Rolf Steinhausen / Kenny Arthur | Siegfried Schauzu / Lorenzo Puzo | Dick Greasley / John Parkins     | Max Venus / Norbert Bittermann   | Rolf Steinhausen / Kenny Arthur |
| 3 | 23 juni  | TT Assen                 | Assen             | Rolf Biland / Kurt Waltisperg   | Rolf Steinhausen / Kenny Arthur  | Jock Taylor / James Neil         | Werner Schwärzel / Andreas Huber | Rolf Biland / Kurt Waltisperg   |
| 4 | 1 juli   | GP van België            | Spa-Francorchamps | Rolf Steinhausen / Kenny Arthur | Rolf Biland / Kurt Waltisperg    | Dick Greasley / John Parkins     | Rolf Biland / Kurt Waltisperg    | Rolf Steinhausen / Kenny Arthur |
| 5 | 22 juli  | GP van Zweden            | Karlskoga         | Jock Taylor / Benga Johansson   | Werner Schwärzel / Andreas Huber | Rolf Biland / Kurt Waltisperg    | Rolf Biland / Kurt Waltisperg    | Rolf Biland / Kurt Waltisperg   |
| 6 | 12 aug.  | GP van Groot-Brittannië  | Silverstone       | Rolf Biland / Kurt Waltisperg   | Jock Taylor / Benga Johansson    | Dick Greasley / John Parkins     | Derek Jones / Brian Ayres        | Jock Taylor / Benga Johansson   |
| 7 | 19 aug.  | GP van Tsjecho-Slowakije | Masaryk-Ring      | Rolf Biland / Kurt Waltisperg   | Dick Greasley / John Parkins     | Werner Schwärzel / Andreas Huber | Rolf Biland / Kurt Waltisperg    | Rolf Biland / Kurt Waltisperg   |

### Eindstand zijspanklasse B2A
| Pos. | Coureur           | Bakkenist                                | Motorfiets                    | Ptn. |
| ---- | ----------------- | ---------------------------------------- | ----------------------------- | ---- |
| 1    | Rolf Biland       | Kurt Waltisperg                          | Schmid-Yamaha                 | 67   |
| 2    | Rolf Steinhausen  | Kenny Arthur                             | KSA-Yamaha                    | 58   |
| 3    | Dick Greasley     | John Parkins                             | Yamaha                        | 58   |
| 4    | Siegfried Schauzu | Lorenzo Puzo                             | Busch-Yamaha                  | 49   |
| 5    | Jock Taylor       | Jim Law, James Neil en Benga Johansson   | Windle-Yamaha                 | 43   |
| 6    | Werner Schwärzel  | Andreas Huber                            | Yamaha                        | 39   |
| 7    | Göte Brodin       | Billy Gällros                            | Krauser-Yamaha                | 23   |
| 8    | Hermann Huber     | Bernhard Schappacher                     | Krauser-Yamaha                | 22   |
| 9    | Egbert Streuer    | Johan van der Kaap                       | Schmid-Yamaha                 | 17   |
| 10   | George O'Dell     | Cliff Holland                            | Yamaha                        | 8    |
| 11   | Max Venus         | Norbert Bittermann en Hartmut Schimanski | Yamaha                        | 8    |
| 12   | Alain Michel      | Stuart Collins                           | Schmid-Yamaha / Seymaz-Yamaha | 7    |
| 13   | Amedeo Zini       | Andrea Fornaro                           | Busch-König                   | 6    |
| 14   | Walter Ohrmann    | Erich Schmitz                            | Yamaha                        | 6    |
| 15   | Otto Haller       | Rainer Gundel                            | Krauser-Yamaha                | 6    |
|      | Bill Hodgkins     | Donnie Williams                          | Digby-Yamaha                  | 6    |
| 17   | Mick Boddice      | Mick Burns                               | Yamaha                        | 5    |
| 18   | Kalevi Rahko      | Kari Laatikainen                         | Yamaha                        | 5    |
| 19   | Michel Vanneste   | Paul Gérard                              | Busch-Suzuki                  | 4    |
| 20   | Peter Campbell    | Richard Goodwin                          | Yamaha                        | 3    |
|      | Jesco Höckert     | Helmut Weiser                            | Busch-Yamaha                  | 3    |
| 22   | Björn Andersson   | Lars Nordström                           | Yamaha                        | 3    |
| 23   | John Barker       | Nick Cutmore                             | Yamaha                        | 3    |
|      | Derek Jones       | Brian Ayres                              | Daytona-Yamaha                | 3    |
| 25   | Boy Brouwer       | Jan Oostwouder                           | Busch-Yamaha                  | 2    |
|      | Peter Frick       | Pascal Mottier                           | Yamaha                        | 2    |
|      | Roine Larsson     | Håkan Bjargestad                         | Yamaha                        | 2    |
|      | Gérald Corbaz     | Roland Gabriel                           | Schmid-Yamaha                 | 2    |
| 29   | Kurt Jelonek      | Fred Schenkenberger                      | König                         | 1    |
|      | Wolfgang Stropek  | Karl Altrichter                          | Schmid/Yamaha                 | 1    |

### Constructeurstitel Zijspanklasse B2A
De constructeurstitel werd aan Schmid-Yamaha toegekend.

## Zijspanklasse B2B
Slechts twee combinaties maakten de dienst uit in de nieuwe B2B-zijspanklasse: de beide LCR-combinaties van Rolf Biland/Kurt Waltisperg en Bruno Holzer/Karl "Charlie" Meierhans. Dat waren ook de enige combinaties waarin de passagier op zijn buik kon blijven liggen terwijl de coureur als in een auto rechtop zat. Alain Michel/Michael Burkhard konden met hun Seymaz nog af en toe tegenstand bieden, maar in veel races werd de derde combinatie al op minstens een ronde gereden. Na dit ene seizoen besloot de FIM weer terug te gaan naar één zijspanklasse, met iets gemoderniseerde B2A-combinaties.
Oostenrijk, Salzburgring
De B2B-klasse opende het zijspanseizoen en ook de Grand Prix van Oostenrijk. Meteen was duidelijk dat er niet veel animo was: slechts dertien combinaties kwamen aan de start en Alain Michel/Michael Burkhard waren de enigen die partij konden geven aan Rolf Biland/Kurt Waltisperg. Waltisperg had net als zijn voorganger Kenny Williams na het aanduwen geen andere taak dan als ballast fungeren. Aanvankelijk nam Biland genoegen met de vijfde positie in de race. Michel reed vanaf de derde ronde aan de leiding en Biland was toen al tweede. Samen reden ze weg van de rest, waarbij Biland pas in de zestiende ronde de leiding even overnam. Michel viel echter vier ronden voor het einde uit en daardoor schoven Bruno Holzer/Karl Meierhans door naar de tweede plaats. Klaus Sprengel/Derek John Booth hadden al een ronde achterstand en de overige vier combinaties die de finish haalden ten minste twee ronden.
Frankrijk, Le Castellet
De tweede B2B-race had al een ondergeschoven positie gekregen: gereden in het kader van de Zwitserse Formule 750-race in het Franse Le Castellet. De pers besteedde er nauwelijks aandacht aan en de race was ook min of meer een aanfluiting. Biland en Waltisperg waren zo oppermachtig dat de tweede combinatie Bruno Holzer/Karl Meierhans net niet op een ronde werd gereden, de derde combinatie Yvab Trolliet/Marc Petel op één ronde en de rest van het veld op twee ronden of meer. Toen er eind juli nog maar tien inschrijvers voor de B2B-klasse in Silverstone waren kwam het wereldkampioenschap in gevaar. Zonder de Britse Grand Prix zouden er slechts vijf wedstrijden overblijven, terwijl er zes vereist waren.
Groot-Brittannië, Silverstone
De B2B-klasse kwam in Silverstone na de spectaculaire 500cc-race aan de start, toen het net begon te regenen. Rolf Biland viel al snel uit en er ontstond een gevecht tussen Bruno Holzer en Alain Michel, dat eindigde toen Holzer een pitstop maakte. Michel en zijn bakkenist bouwden een voorsprong op die groot genoeg was om zelf ook een bandenwissel door te voeren en alsnog met bijna een minuut verschil te winnen. Opmerkelijk was dat Heinz Luthringshauser aan de start kwam. Die was al in 1977 gestopt en had ook in 1978 één Grand Prix gereden. Heinz was het rijden nog niet verleerd: met bakkenist Karl Paul werd hij vierde.
Duitsland, Nürburgring
De vierde B2B-race werd op de Nürburgring gereden, maar was nu opgehangen aan de races om het Duitse kampioenschap. Het was de laatste race en het gros van het publiek was al naar huis toen de start viel. Ook bij de coureurs was weinig interesse: slechts 15 zijspancombinaties stonden ingeschreven. Toen de LCR-Yamaha's van Biland/Waltisperg en Holzer/Meierhans de baan op werden geduwd bleek hoezeer het publiek deze "driewielige auto's" haatte: ze werden zelfs uitgefloten. Al in de opwarmronde sloeg de HTS-Yamaha van Heinz Thevissen/Lothar Klein af en wilde niet meer starten. Alain Michel/Michel Burkhard hadden hun Seymaz-Yamaha ook op de eerste startrij geposteerd en er steeg gejuich op toen het erop leek dat zij in de race weerstand konden bieden aan Biland en Holzer. Toch kwam het niet zo ver: halverwege de race liep de motor van Michel vast. Biland en Holzer maakten er een min of meer spannende race van tot drie ronden voor het einde. Toen gaf Biland gas en hij won met niet minder dan 57 seconden voorsprong. Er bleven slechts vijf andere combinaties over, die allemaal op ten minste twee ronden werden gereden. De Japanners Masato Kumano/Isao Arifuku hadden door een vastloper in de training een slechte kwalificatie gehad, maar werden toch derde en behielden hun derde plaats in de WK-stand, die werd aangevoerd door Holzer/Meierhans.
Frankrijk, Le Mans
Toen Alain Michel in de B2B-race van Frankrijk de leiding nam hoopte het publiek op een derde Franse overwinning (na Guy Bertin in de 125cc-klasse en Patrick Fernandez in de 350cc-klasse). Terwijl Michel/Burkhard opgejaagd werden door Holzer/Meierhans bekeek Rolf Biland het een tijdje vanaf de derde plaats, maar na een paar ronden ging hij met één uitremactie naar de leiding. Hij liet Michel nog een paar keer de kop overnemen, maar die viel in de twaalfde ronde uit door een defecte motor. Vervolgens werd Holzer op een halve minuut gereden en Derek Jones/Brian Ayres werden met 52 seconden achterstand derde. De spanning in de B2B-klasse was er nog steeds: Biland/Waltisperg en Holzer/Meierhans hadden nu 60 punten, maar dat kwam vooral omdat Biland in de Britse GP uitgevallen was. Verder had hij alle races gewonnen, terwijl Holzer uitsluitend tweede plaatsen had gescoord.
Nederland, Assen
Het wereldkampioenschap in de B2B-klasse moest worden beslist in Assen, waar de zijspanrace aan de Formule 750 race was gekoppeld. Het werd nogal een anticlimax, want tijdens de trainingen brak de voorwielophanging van de machine van Biland waardoor deze van de baan vloog. Rolf Biland brak een onderarm en was uitgeschakeld, waardoor Bruno Holzer en Karl Meierhans slechts 1 punt hoefden te scoren om wereldkampioen te worden. De race werd van start tot finish geleid door Alain Michel/Michael Burkhard. Holzer/Meierhans hoefden geen risico's te nemen en namen voor de zesde keer in zes GP's genoegen met de tweede plaats, voor Derek Jones/Brian Ayres. Daardoor waren ze wereldkampioen, Biland/Waltisperg werden tweede en de Japanners Masato Kumano/Isao Arifuku, die in Assen zesde werden, bleven op de derde plaats in de eindranglijst staan.

### Uitslagen zijspanklasse B2B
|   | Datum    | Race                    | Circuit      | 1e                              | 2e                            | 3e                                | Poleposition                    | Snelste ronde                   |
| - | -------- | ----------------------- | ------------ | ------------------------------- | ----------------------------- | --------------------------------- | ------------------------------- | ------------------------------- |
| 1 | 29 april | GP van Oostenrijk       | Salzburgring | Rolf Biland / Kurt Waltisperg   | Bruno Holzer / Karl Meierhans | Klaus Sprengel / Derek John Booth | Rolf Biland / Kurt Waltisperg   | Alain Michel / Michael Burkhard |
| 2 | 15 juli  | Frankrijk               | Le Castellet | Rolf Biland / Kurt Waltisperg   | Bruno Holzer / Karl Meierhans | Yvan Trolliet / Marc Petel        | Rolf Biland / Kurt Waltisperg   | Alain Michel / Michael Burkhard |
| 3 | 12 aug.  | GP van Groot-Brittannië | Silverstone  | Alain Michel / Michael Burkhard | Bruno Holzer / Karl Meierhans | Masato Kumano / Isao Arifuku      | Rolf Biland / Kurt Waltisperg   | Alain Michel / Michael Burkhard |
| 4 | 26 aug.  | Duitsland               | Nürburgring  | Rolf Biland / Kurt Waltisperg   | Bruno Holzer / Karl Meierhans | Masato Kumano / Isao Arifuku      | Rolf Biland / Kurt Waltisperg   | Rolf Biland / Kurt Waltisperg   |
| 5 | 2 sept.  | GP van Frankrijk        | Le Mans      | Rolf Biland / Kurt Waltisperg   | Bruno Holzer / Karl Meierhans | Derek Jones / Brian Ayres         | Rolf Biland / Kurt Waltisperg   | Rolf Biland / Kurt Waltisperg   |
| 6 | 9 sept.  | Nederland               | Assen        | Alain Michel / Michael Burkhard | Bruno Holzer / Karl Meierhans | Derek Jones / Brian Ayres         | Alain Michel / Michael Burkhard | Alain Michel / Michael Burkhard |

### Eindstand zijspanklasse B2B
| Pos. | Coureur               | Bakkenist                       | Motorfiets     | Ptn. |
| ---- | --------------------- | ------------------------------- | -------------- | ---- |
| 1    | Bruno Holzer          | Karl Meierhans                  | LCR-Yamaha     | 72   |
| 2    | Rolf Biland           | Kurt Waltisperg                 | LCR-Yamaha     | 60   |
| 3    | Masato Kumano         | Isao Arifuku                    | Yamaha         | 41   |
| 4    | Alain Michel          | Michael Burkhard                | Seymaz-Yamaha  | 30   |
| 5    | Bernard Chabert       | Patrice Daire en Paul Dessirier | CB-Yamaha      | 25   |
| 6    | Yvan Trolliet         | Marc Petel                      | Seymaz-Yamaha  | 24   |
| 7    | Derek Jones           | Brian Ayres                     | Daytona-Yamaha | 20   |
| 8    | Klaus Sprengel        | Derek John Booth                | Suzuki         | 17   |
| 9    | Heinz Luthringshauser | Karl Paul                       | Yamaha         | 15   |
| 10   | Peter Frick           | Christoph Flückiger             | BEO-Yamaha     | 14   |
| 11   | Heinz Thevissen       | Lothar Klein                    | HTS-Yamaha     | 12   |
| 12   | Cees Smit             | Charles Vroegop en Georg Etz    | Seymaz-Yamaha  | 10   |
| 13   | Gérard Lebœuf         | Michel Guitel                   | Yamaha         | 10   |
| 14   | Rudolf Reinhard       | Karin Sterzenbach               | GEP-Yamaha     | 10   |
| 15   | Philippe Filek        | Muriel Prigent                  | Yamaha         | 8    |
| 16   | Claude Bay            | Patrick Rossi                   | GEP-Yamaha     | 8    |
| 17   | Jean-Claude Jaquet    | René Delarze                    | TTM-Yamaha     | 3    |
| 18   | Albert Giesemann      | Thomas Riedel                   | GEP-Yamaha     | 2    |
| 19   | Steve Sinnott         | John Horspole                   | Yamaha         | 2    |

### Constructeurstitel zijspanklasse B2B
De constructeurstitel werd aan LCR-Yamaha toegekend.